# Bocian biały
Bocian biały (Ciconia ciconia) – gatunek dużego ptaka brodzącego z rodziny bocianów (Ciconiidae).
Jego upierzenie jest głównie białe, z czarnymi piórami na skrzydłach. Dorosłe ptaki mają długie, czerwone nogi oraz długie, spiczasto zakończone, czerwone dzioby. Mierzą średnio 100–115 cm od czubka dzioba do końca ogona, ze skrzydłami o rozpiętości 155–215 cm. Dwa podgatunki, które nieznacznie różnią się wielkością, gniazdują w Europie (na północy po Finlandię), północno-zachodniej Afryce, Azji południowo-zachodniej (na wschodzie po południowy Kazachstan) i w południowej Afryce. Bocian biały podejmuje co roku dalekie wędrówki, zimując w Afryce, od tropikalnej Afryki Subsaharyjskiej po Republikę Południowej Afryki na południu lub na subkontynencie indyjskim (podgatunek azjatycki). Podczas migracji między Europą i Afryką unika przelotów przez Morze Śródziemne i kieruje się przez Lewant na wschodzie lub Cieśninę Gibraltarską na zachodzie, ponieważ wznoszące prądy powietrzne, na których polega w czasie lotu, nie tworzą się nad wodą.
Będąc mięsożercą, bocian biały zjada szereg zwierząt, w tym owady, ryby, płazy, gady, małe ssaki i małe ptaki. Większość ze swojego pożywienia znajduje na podłożu, wśród niskiej roślinności oraz w płytkich wodach. Bocian jest ptakiem monogamicznym, lecz nie dobiera się w pary na całe życie. Partnerzy budują duże gniazdo, które może być używane przez kilka lat. Każdego roku samica może przystąpić jeden raz do lęgu, składającego się zazwyczaj z czterech jaj, z którego po 33–34 dniach wykluwają się asynchronicznie pisklęta. Rodzice wysiadują jaja i karmią młode. Młode opuszczają gniazdo 58–64 dni po wykluciu, lecz nadal są karmione przez rodziców przez kolejne 7–20 dni.
Bocian został sklasyfikowany jako gatunek najmniejszej troski (ang. Least Concern) przez Międzynarodową Unię Ochrony Przyrody (IUCN). Korzystał on z działalności człowieka w średniowieczu, takiej jak usuwanie lasów pod uprawy, jednak zmiany w metodach zabiegów agrotechnicznych i uprzemysłowienie przyczyniły się do spadku liczebności jego populacji i całkowitego zaniku tego ptaka w niektórych regionach Europy w XIX wieku i na początku XX wieku. Programy ochrony i reintrodukcji w Europie doprowadziły do wznowienia gniazdowania bociana białego w Holandii, Belgii, Szwajcarii i Szwecji. Ptak ten ma niewielu naturalnych wrogów, jednak może być siedliskiem kilku rodzajów pasożytów; w jego upierzeniu żerują wszy i wszoły, a duże bocianie gniazda są schronieniem dla wielu rodzajów roztoczy z rzędu żukowców. Ten charakterystyczny ptak dał początek wielu legendom na całym zasięgu jego występowania, z których najbardziej znana jest historia o dzieciach przynoszonych przez bociany.

## Taksonomia i ewolucja
Bocian biały jest jednym z wielu gatunków ptaków pierwotnie opisanych przez Karola Linneusza w przełomowej, 10. edycji jego dzieła Systema Naturae, w którym otrzymał on binominalną nazwę Ardea ciconia. Następnie w 1760 roku został przeklasyfikowany (i określono go jako gatunek typowy) do nowego rodzaju Ciconia przez francuskiego zoologa Mathurina Jacques’a Brissona.
Wyróżnia się dwa podgatunki:
- C. c. ciconia – podgatunek nominatywny opisany przez Linneusza w 1758, gniazduje w pasie od Półwyspu Iberyjskiego, wyspowo we Francji po Europę Środkową i Wschodnią, Bałkany, Kaukaz, Azję Mniejszą i Bliski Wschód oraz północną Afrykę, a także w południowej Afryce, a zimuje głównie w Afryce na południe od Sahary[7], choć niektóre ptaki zimują w Indiach[8][9].
- C. c. asiatica – opisany przez rosyjskiego przyrodnika Nikołaja Siewiercowa w 1873, gniazduje w Turkiestanie, a zimuje od Iranu po Indie. Odnotowywano także przypadki zimowania na Sri Lance, czy w Birmie[10]. Jest nieco większy niż podgatunek nominatywny[7][11].

Rodzina bocianów obejmuje sześć rodzajów: Mycteria, Anastomus, Ephippiorhynchus, Jabiru, Leptoptilos oraz Ciconia. Do tego ostatniego zalicza się bociana białego i sześć innych żyjących gatunków, które charakteryzują się prostymi, spiczastymi dziobami i głównie czarno-białym upierzeniem. Najbliżej spokrewnione z nimi są większy bocian czarnodzioby (Ciconia boyciana) z Azji Wschodniej, który poprzednio był klasyfikowany jako podgatunek bociana białego, i bocian sinodzioby (Ciconia maguari) z Ameryki Południowej. Analizy sekwencji genów mitochondrialnego cytochromu b oraz hybrydyzacji DNA-DNA wskazują na bliskie pokrewieństwo gatunków w rodzaju Ciconia.

### Zapis kopalny
Skamieniałości rodzaju Ciconia reprezentujące dystalny koniec prawej kości ramiennej zostały odkryte w osadach mioceńskich na wyspie Rusinga na Jeziorze Wiktorii w Kenii. Skamieniałości datowane na 24–6 mln lat mogą pochodzić zarówno od bociana białego, jak i od bociana czarnego (Ciconia nigra), które są tej samej wielkości i mają bardzo podobną strukturę kości. Osady ze środkowego miocenu z wyspy Maboko (położonej również na Jeziorze Wiktorii) przyniosły odkrycia kolejnych szczątków.

### Etymologia nazwy
Zarówno nazwa rodzajowa, jak i epitet gatunkowy ciconia są łacińskim tłumaczeniem słowa „bocian”, oryginalnie odnotowanym w pracach Horacego i Owidiusza. Łacińska nazwa przetrwała w większości języków romańskich (Cicogna, Cigüena, Cegonha i tym podobne).
Polska nazwa „bocian”, występująca niegdyś w wielu odmianach, np. boćko, ma przypuszczalnie wspólne korzenie w języku staropolskim i językach nadodrzańskich (łuż.: baćon, bośon; połab.: botian). Postać pierwotna *botěn, por. rus.: botat’ – „tupać”, „dyndać”, botało – o „ciężkim chodzie”, botnia – „wrzawa”, bot – „żerdź rybacka”.

## Charakterystyka

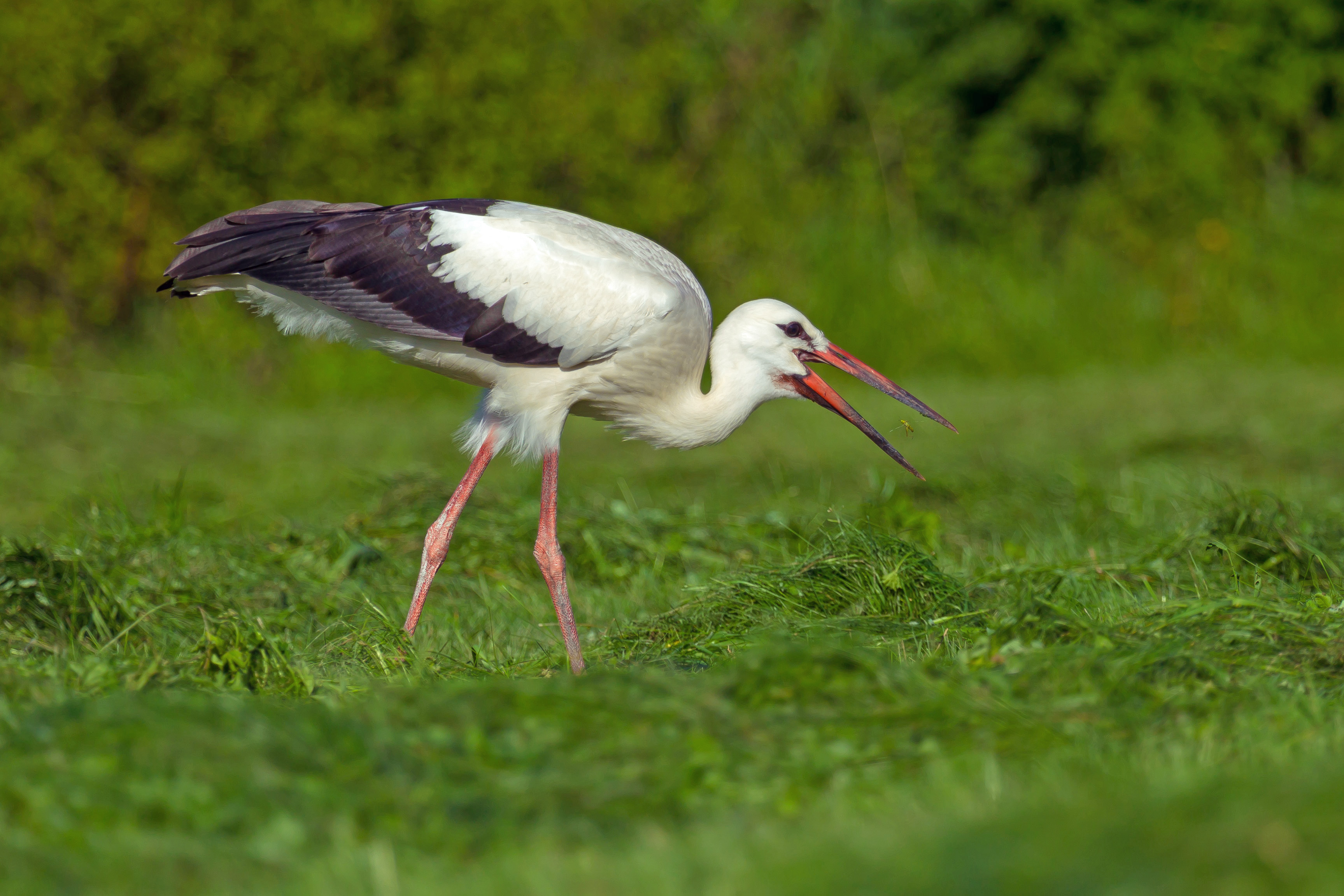
Młody bocian żerujący na owadach

Bocian biały jest dużym ptakiem. Ma długość 100–115 cm i wysokość 100–125 cm. Rozpiętość skrzydeł wynosi 155–215 cm, a jego masa 2,3–4,5 kg. Podobnie jak wszystkie bociany ma długie nogi, długą szyję i długi prosty spiczasty dziób. Dymorfizm płciowy słabo zaznaczony – obie płcie są identyczne w wyglądzie, z wyjątkiem wielkości – samce są przeciętnie większe od samic. Upierzenie jest głównie białe z czarnymi lotkami i pokrywami skrzydeł; czarny kolor to efekt występowania w tych piórach pigmentu – melaniny; pióra na piersi są długie i kudłate tworząc kryzę, która jest wykorzystywana w niektórych zachowaniach godowych. Tęczówki są ciemnobrązowe lub szare, a skóra wokół oczodołów czarna. Dorosłe ptaki mają jasnoczerwony dziób i czerwone nogi, których kolor pochodzi od karotenoidów w diecie. Jak wykazały badania przeprowadzone w niektórych częściach Hiszpanii, u bocianów odżywiających się inwazyjnym gatunkiem raka Procambarus clarkii kolory te są jeszcze bardziej jaskrawe. Pisklęta tych bocianów mają też jasnoczerwony kolor dzioba, podczas gdy zwykle dziób piskląt bociana ma kolor ciemnoszary. Zmiana barwy wiąże się z odkładaniem w tkankach bociana astaksantyny, pochodzącej ze zjadanych raków.

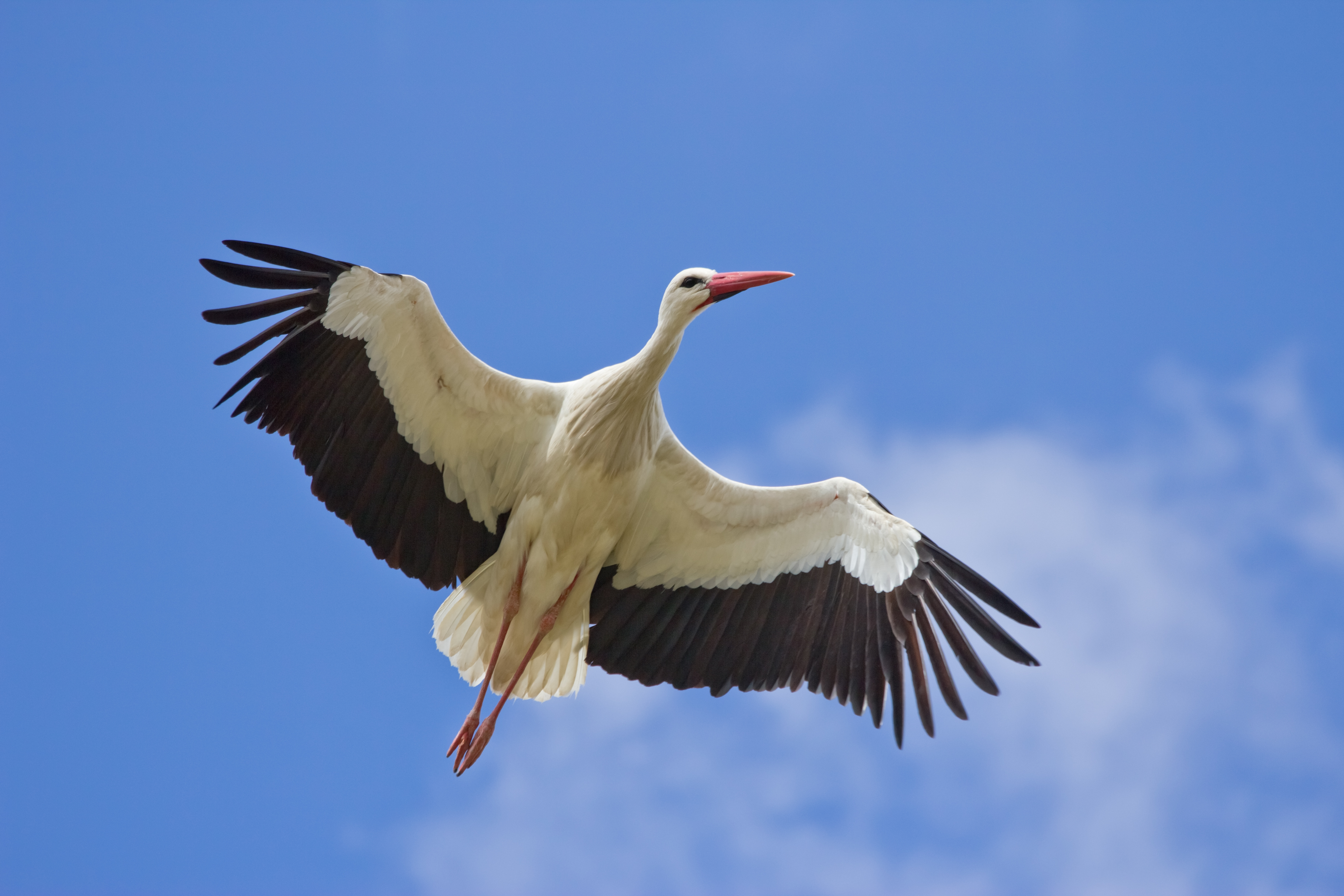
Bociany białe latają z wyciągniętymi szyjami

Jak w przypadku innych bocianów skrzydła są długie i szerokie, umożliwiając im szybowanie. W locie trzepoczącym uderzenia skrzydeł są wolne i regularne. Ptak leci z szyją wyciągniętą do przodu, a jego długie nogi wystają daleko poza koniec jego krótkiego ogona. Na lądzie porusza się w wolnym i stałym tempie z wyciągniętą do góry szyją. Odwrotnie, kiedy odpoczywa – często chowa głowę między ramionami.
Po wykluciu się pisklę bociana białego jest częściowo pokryte krótkimi, rzadkimi, białawymi piórami spodnimi. Tę wczesną warstwę piór po mniej więcej tygodniu zastępuje gęstsze pokrycie włochatego białego puchu. Po trzech tygodniach młodemu ptakowi wyrastają czarne pióra lotne. Podczas wylęgu pisklę ma różowawe nogi, które następnie zmieniają się w szaro-czarne. Jego dziób jest czarny z brązowym końcem. W trakcie pierzenia szata młodego osobnika jest podobna do upierzenia dorosłego ptaka, choć jego czarne pióra mają często brązowy odcień, a dziób i nogi są ciemniejsze, brunatno-czerwone lub pomarańczowe. Dziób jest zazwyczaj pomarańczowy lub czerwony z ciemnym końcem. Dziób staje się całkowicie czerwony (tak jak u dorosłych ptaków) następnego lata po wykluciu, jednak czarne końcówki utrzymują się u niektórych osobników. Młode bociany przyjmują ostateczne upierzenie w drugim roku życia.

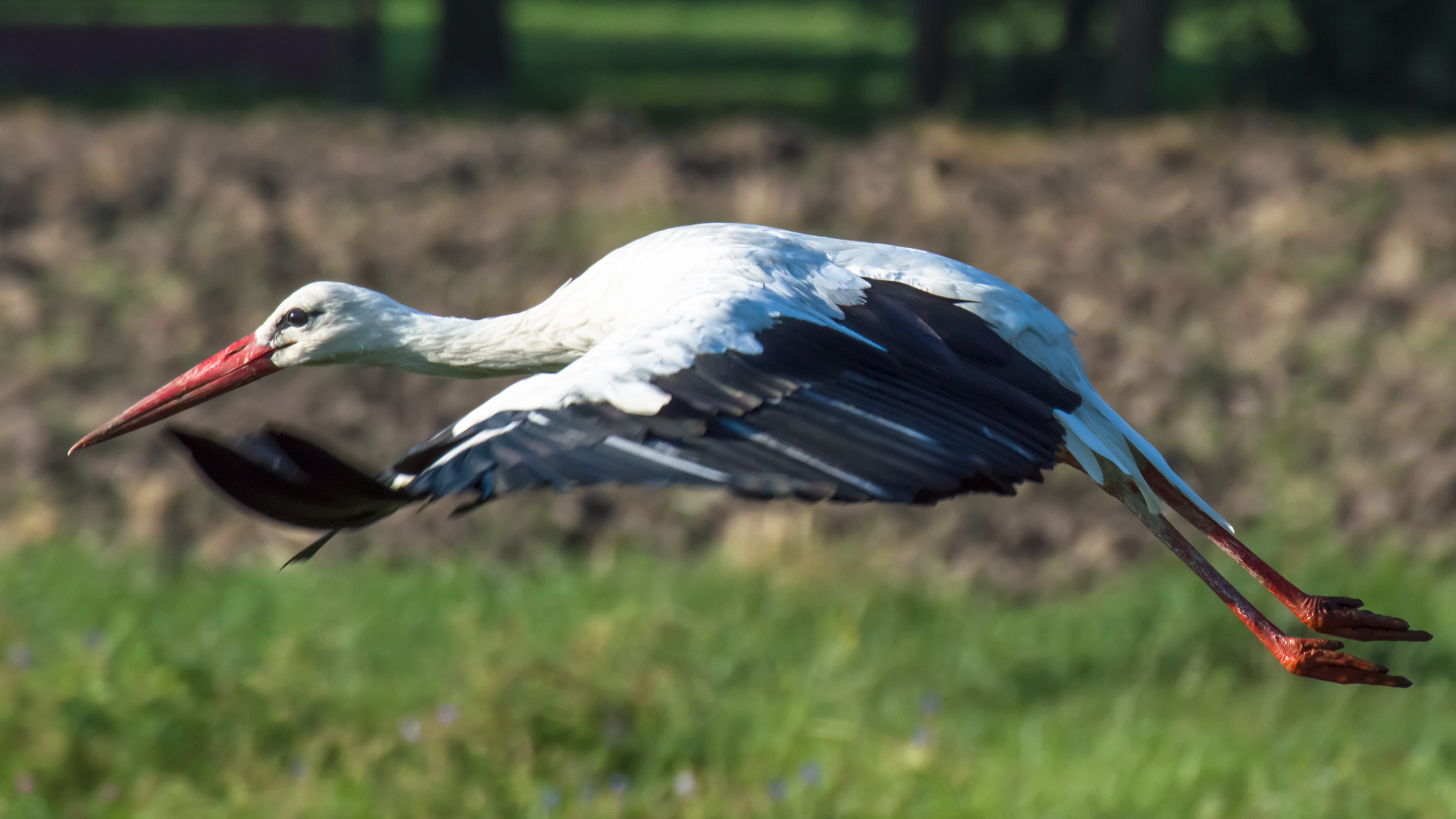
Bocian biały w locie

 Upierzenie białe z wyjątkiem czarnych lotek. Nogi i dziób u dorosłych ptaków czerwone, u młodych brudnopomarańczowe. Szyja długa, w locie wyciągnięta do przodu. Skóra wokół oczu czarna, tęczówka ciemnobrązowa lub szara. Z uwagi na słabo rozwinięte mięśnie piersiowe C. ciconia częściej posługuje się lotem szybowcowym, czyli wykorzystując powierzchnię swoich skrzydeł i wznoszące, ciepłe prądy powietrzne. Siłą własnych mięśni lata niechętnie i tylko na niewielkie odległości. Sposób lotu przypomina spotykany u bociana czarnego, do wzbicia się w powietrze ptak musi oddać parę podskoków. Odlatuje stadami w sierpniu i wrześniu, a wraca w końcu marca i kwietniu. Charakterystycznym głosem jest klekot, który można usłyszeć w czasie powitania pary ptaków na gnieździe, ale także, gdy bocian jest zaniepokojony np. pojawieniem się przy gnieździe obcego bociana. Do wydawania tego głosu wygina szyję do tyłu tak, że głowę kładzie na grzbiecie (wyjątkowo robi tak również w locie).

### Podobne gatunki

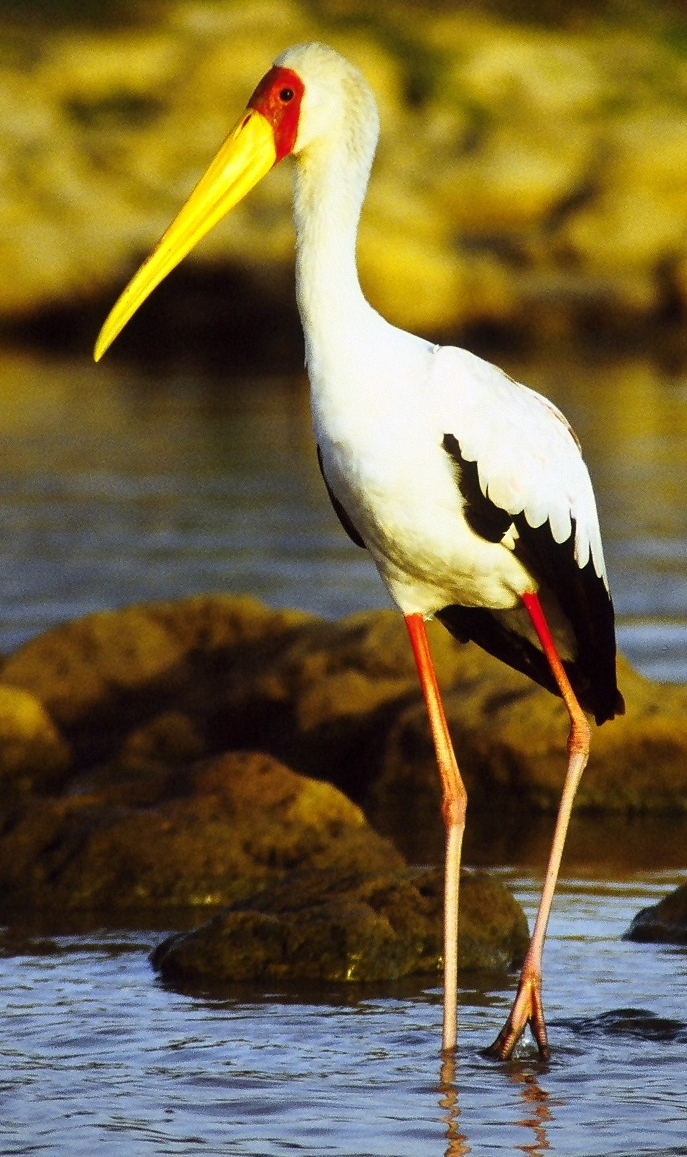
Dławigad afrykański w locie przypomina bociana białego

Na obszarze swojego występowania bocian biały jest charakterystyczny na ziemi, ale obserwowany z daleka w locie może być mylony z kilkoma innymi gatunkami z podobnymi wzorami na spodniej stronie skrzydeł, takimi jak dławigad afrykański, pelikan różowy czy ścierwnik. Dławigad afrykański jest rozpoznawany po czarnym ogonie i dłuższym ostro zakończonym, żółtym dziobie. Bocian biały jest też z reguły większy od niego. Pelikan różowy ma krótkie nogi, które nie wystają w locie poza jego ogon, i lata ze schowaną szyją, trzymając głowę blisko krępego ciała, nadając mu inny profil w locie. Pelikany zachowują się także inaczej, szybując w uporządkowanych, zsynchronizowanych stadach, podczas gdy bociany przemieszczają się w niezorganizowanych grupach złożonych z pojedynczych osobników. Ścierwnik jest znacznie mniejszy, z klinowatym ogonem, krótszymi nogami i małą, żółto zabarwioną głową na krótkiej szyi. Żuraw, który również może wydawać się czarno-biały w silnym świetle, ma widocznie dłuższe nogi i dłuższą szyję w locie.

## Zasięg występowania i środowisko

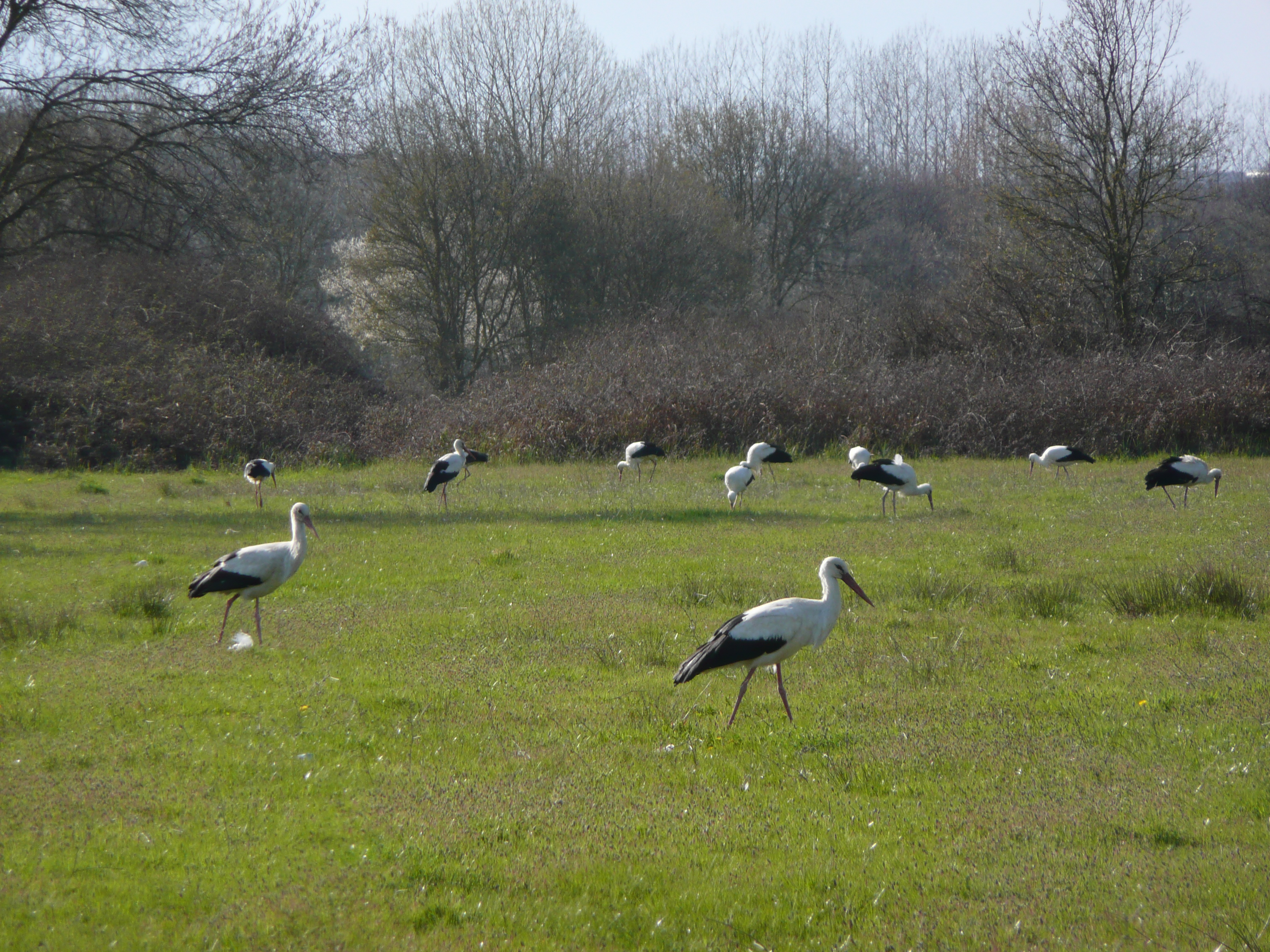
Stado żerujące w Turcji. Bociany białe unikają porośniętych terenów z wysokimi trawami i krzewami

Podgatunek nominatywny bociana białego ma w Europie szeroki, choć nieciągły zasięg występowania, skupiony na Półwyspie Iberyjskim i w Północnej Afryce na zachodzie oraz na znacznym obszarze środkowej i wschodniej Europy, z liczącą 25% koncentracją światowej populacji w Polsce, jak również części zachodniej Azji. Populacja podgatunku azjatyckiego ograniczona jest do regionu w Azji Środkowej, między Morzem Aralskim i regionem Sinciang w zachodnich Chinach. Uważa się, że populacja regionu Sinciang wymarła około 1980 roku. Trasy migracji rozciągają zasięg tego gatunku na wiele rejonów Afryki i Indii. Niektóre populacje kierują się wschodnią trasą migracji, która przechodzi przez Izrael do wschodniej i środkowej Afryki.
Znanych jest co najmniej kilka przypadków lęgów w Południowej Afryce od 1933 w Calitzdorp, a około 10 ptaków odbyło lęgi od 1990 w okolicach Bredasdorp. Niewielka populacja bociana białego zimuje w Indiach i pochodzi przypuszczalnie od populacji C. c. asiatica, jak na przykład stada liczące do 200 osobników obserwowane podczas wiosennej migracji na początku XX w. w Dolinie Kurram w północnym Afganistanie. Jednakże ptaki obrączkowane w Niemczech odnotowano w zachodnich (Bikaner) i południowych (Tirunelveli) Indiach. Nietypowego osobnika z czerwoną skórą wokół oczu – cechą charakterystyczną podgatunku azjatyckiego – odnotowano w Indiach, jednak potrzebne są dalsze badania populacji indyjskiej. Na północ od zasięgu występowania w sezonie lęgowym bocian biały spotykany jest w trakcie przelotów migracyjnych lub zalatuje tam sporadycznie; chodzi o następujące tereny: Finlandia, Wielka Brytania, Islandia, Irlandia, Norwegia, Szwecja i na zachodzie Azory i Madera. W ostatnich latach jego zasięg powiększył się o zachodnią Rosję.
Bocian biały jako swe żerowiska preferuje trawiaste łąki, pola uprawne i płytkie mokradła. Unika siedlisk porośniętych wysokimi trawami i krzewami. W rejonie Czarnobyla, w północnej Ukrainie, populacje bociana białego zmalały po katastrofie elektrowni jądrowej w Czarnobylu w 1986, gdy pola uprawne w wyniku sukcesji ekologicznej porosły wysokie trawy i krzewy. W niektórych częściach Polski ubogie naturalne żerowiska zmusiły ptaki do poszukiwania pożywienia na wysypiskach począwszy od 1999 roku. Żerujące na wysypiskach bociany odnotowano również na Bliskim Wschodzie, w północnej i południowej Afryce.
Bocian biały gniazduje w większych ilościach na otwartych łąkach, zwłaszcza na terenach trawiastych, które są podmokłe lub okresowo zalewane, a w mniejszych na obszarach o wysokiej roślinności, takich jak lasy i tereny krzewiaste. Na zimowiskach bociany żerują na łąkach, mokradłach i polach uprawnych. W średniowieczu bociany białe były przypuszczalnie wspomagane przez działalność człowieka, taką jak wycinanie lasów pod pastwiska i pola uprawne. Były wtedy pospolite na terenie niemal całej Europy, gniazdując na północy aż w Szwecji. Bocian biały sporadycznie zalatuje na Wyspy Brytyjskie. Każdego roku obserwuje się tam około 20 ptaków, jednak nie ma przypadków gniazdowania. Para bocianów gniazdowała na szczycie katedry św. Idziego w Edynburgu (Szkocja) w 1416.
Spadek liczebności populacji bociana białego rozpoczął się w XIX wieku, a głównymi tego powodami były uprzemysłowienie oraz zmiany w metodach uprawy ziemi. Bociany nie gniazdują już w wielu krajach wcześniejszego występowania, a obecne liczebnie duże populacje podgatunku europejskiego notuje się w Portugalii, Hiszpanii, na Ukrainie i w Polsce. Na Półwyspie Iberyjskim populacje są skoncentrowane w południowo-zachodniej jego części i mają również tendencje spadkowe za sprawą zabiegów agrotechnicznych. Badania opublikowane w 2005 roku pokazują, że na Podhalu ma miejsce napływ bociana białego, który po raz pierwszy gniazdował tam w 1931 i sukcesywnie przystępuje do lęgów na coraz większych wysokościach, osiągając poziom 890 m n.p.m. w 1999. Autorzy tych badań zaproponowali, że zjawisko to związane jest z ociepleniem klimatu oraz z wkraczaniem innych zwierząt i roślin na większe wysokości. Bociany białe powracające wiosną w rejon Poznania przystępują do lęgów około 10 dni wcześniej w ciągu ostatnich 20 lat XX w. niż pod koniec XIX wieku.

### Wędrówki

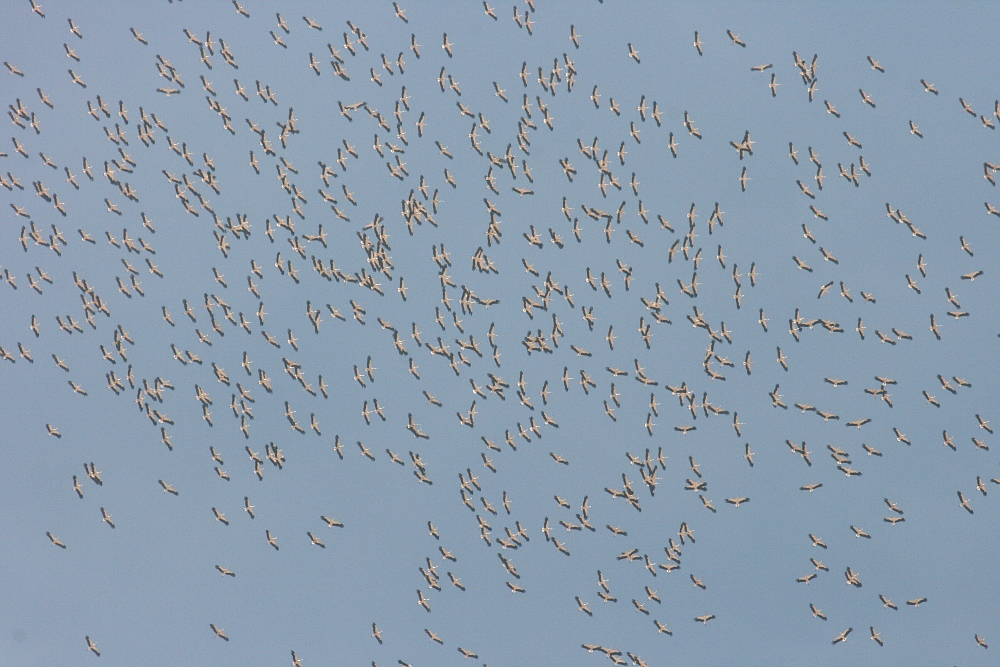
Stado w czasie wędrówki nad Izraelem. Migrujące bociany białe wykorzystują 'kominy termiczne' w celu zredukowania wysiłku podczas długodystansowych lotów

Systematyczne badania wędrówek rozpoczął niemiecki ornitolog Johannes Thienemann, który zapoczątkował badania metodą obrączkowania w 1906 w Obserwatorium Ptaków Rossitten na Mierzei Kurońskiej, należącej wówczas do Prus Wschodnich. Choć niewiele bocianów przelatywało przez Rossitten, obserwatorium koordynowało obrączkowanie gatunku na dużą skalę w Niemczech i w innych miejscach Europy. Pomiędzy 1906 a II wojną światową zaobrączkowano około 100 tys. bocianów białych (głównie młodocianych), odnotowując w latach 1908–1954 ponad 2 tys. przypadków powrotów z długich dystansów ptaków noszących obrączki Rossitten.

#### Trasy migracyjne
Ze swoich letnich lęgowisk w Europie bociany białe rozpoczynają lot na południe w sierpniu i wrześniu, kierując się do Afryki. Tam spędzają zimę na sawannie od Kenii i Ugandy na północy po Kraj Przylądkowy w RPA na południu. Na zimowiskach tworzą duże stada, które mogą przekroczyć tysiąc osobników. Niektóre ptaki kierują się na zachód do zachodniego Sudanu i Czadu i mogą docierać do Nigerii. Wiosną ptaki powracają na północ; przelatują od Sudanu po Egipt pomiędzy lutym i kwietniem. Pod koniec marca i w kwietniu powracają do Europy po trwającej około 49 dni wędrówce. Dla porównania jesienną wędrówkę odbywają w około 26 dni. Korzystne prądy powietrzne oraz niedostatek pożywienia i wody po drodze (ptaki przemierzają szybciej tereny ubogie w zasoby) zwiększają średnią prędkość migracji.
Aby uniknąć długiego przelotu nad Morzem Śródziemnym, ptaki ze środkowej Europy kierują się wschodnią trasą migracji przez cieśninę Bosfor w Turcji, przemierzając Lewant (głównie wzdłuż Rowu Jordanu), a następnie, omijając Saharę, lecą doliną Nilu na południe lub kierują się zachodnią trasą nad Cieśniną Gibraltarską. Trasa wschodnia jest zdecydowanie bardziej znacząca; w ciągu roku przemierza ją 530 tys. ptaków, co czyni bociana białego najliczniejszym, po trzmielojadzie, gatunkiem przemierzającym tę trasę. Stada migrujących ptaków drapieżnych, bocianów białych i pelikanów różowych, mogą rozciągać się na szerokość 200 km. Trasa wschodnia jest dwa razy dłuższa od zachodniej, jednak bociany przebywają ją w takim samym czasie.
Młode bociany wyruszają w swoją pierwszą wędrówkę na południe w – można powiedzieć – odziedziczonym po rodzicach kierunku, jednak gdy po drodze oddzielą się od stada np. przez złe warunki atmosferyczne, są niezdolne do nadrobienia różnicy i mogą zakończyć wędrówkę na innym, nowym zimowisku. Dorosłe osobniki potrafią w takiej sytuacji wyrównać stratę dzięki silnym wiatrom i powrócić na trasę migracji, by zakończyć ją na pierwotnie wyznaczonych zimowiskach, ponieważ znają ich dokładne lokalizacje. Z tych samych powodów wszystkie ptaki powracające wiosną, nawet te z innych zimowisk, potrafią znaleźć drogę powrotną do swoich terenów lęgowych.

#### Gospodarowanie energią
W trakcie przelotów bociany białe korzystają z konwekcji termicznej, co pozwala zaoszczędzić im energię. Ptaki wyszukują „bąble” cieplejszego (a więc lżejszego) powietrza i krążą w nich, a unoszące się w górę powietrze może je wynieść nawet na 3300 m n.p.m. Następnie opuszczają komin i szybują, co wiąże się z utratą wysokości, dopóki nie znajdą kolejnego komina. Taki sposób lotu jest bardziej ekonomiczny – ocenia się, że podczas lotu aktywnego ptaki spalają 23 razy więcej tłuszczu niż podczas szybowania na takim samym dystansie. Ponieważ termiczne prądy wznoszące nie tworzą się nad wodami, ptaki lądowe, w tym i bociany, migrujące na zimowiska do Afryki omijają Morze Śródziemne i lecą nad lądem lub wzdłuż wybrzeży.
Sporadycznie bociany mogą podejmować także długie loty nad wodą. Młody osobnik zaobrączkowany w gnieździe w Danii pojawił się w Anglii, gdzie spędził kilka dni przed odlotem. Następnie był obserwowany nad wyspą St. Mary’s (archipelag Scilly), a trzy dni później dotarł wyczerpany na Maderę. Wyspa ta położona jest 500 km od Afryki i dwa razy dalej od kontynentu europejskiego. Migracja przez Bliski Wschód może być utrudniona przez chamsin, porywisty wiatr przynoszący pochmurne dni nieodpowiednie do latania. W takich sytuacjach stada bociana białego przeczekują niekorzystną pogodę na ziemi, stojąc przodem do wiejącego wiatru.

## Tryb życia i zachowanie

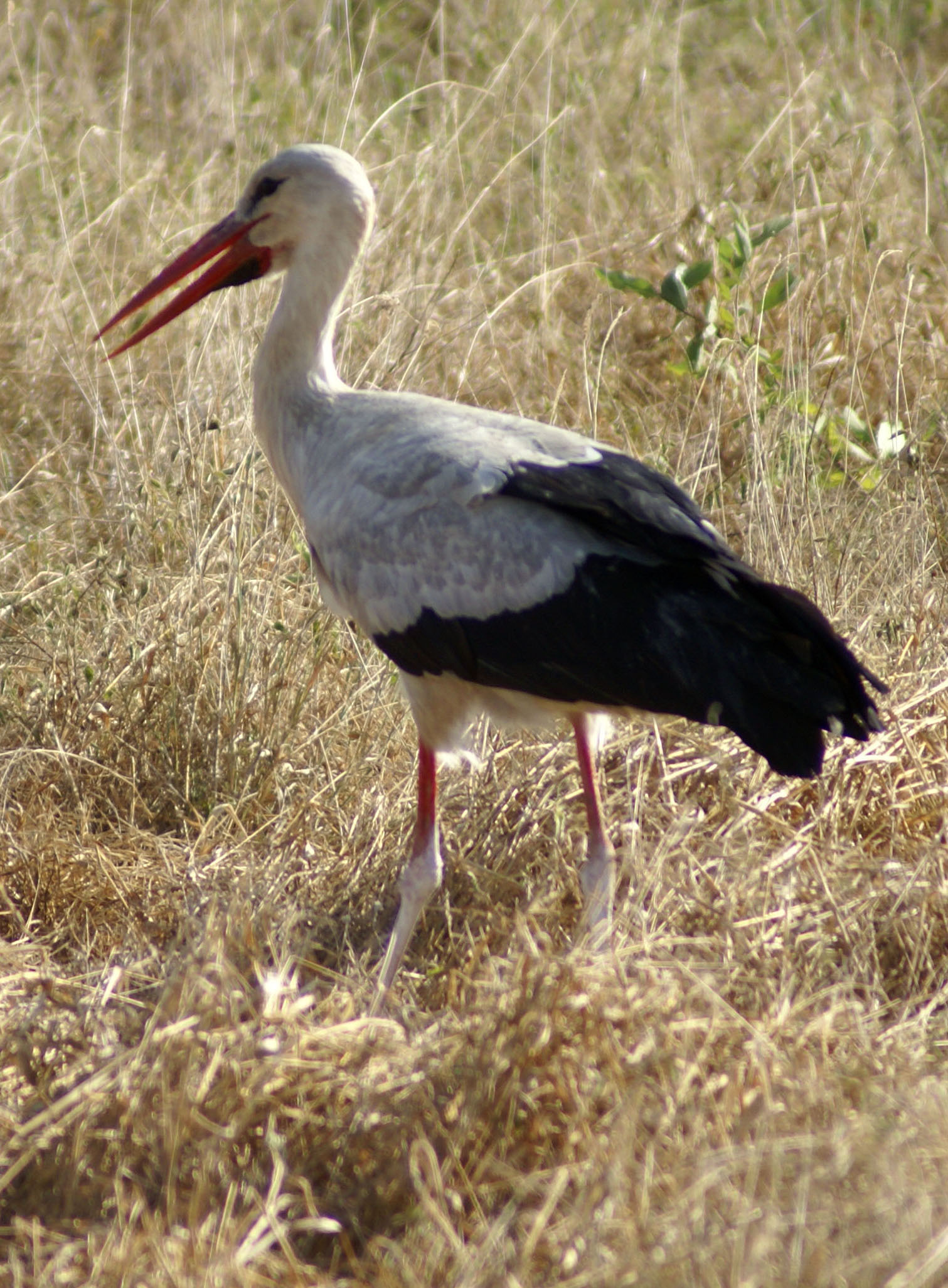
Dorosły ptak w Parku Narodowym Tsavo w Kenii. Dolne części jego nóg są białawe, ponieważ są pokryte odchodami – przykład termoregulacji poprzez parowanie odchodów

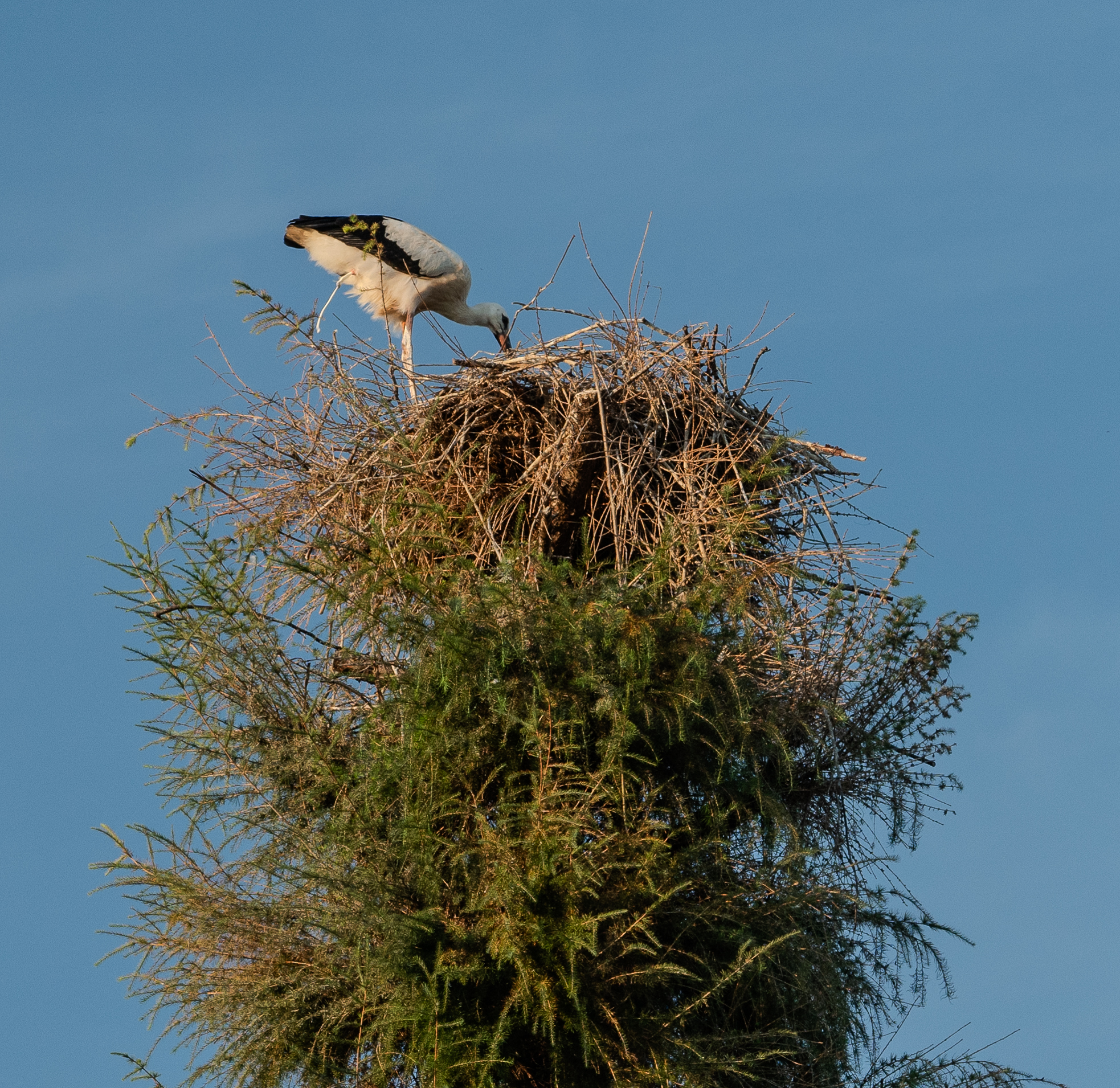
Wydaliny bociana poza gniazdo

Bocian biały jest ptakiem stadnym, stada tysięcy osobników notowane były na szlakach wędrówek i na zimowiskach w Afryce. W sezonie lęgowym ptaki, które nie biorą udziału w tokach, zbierają się w grupach liczących 40 lub 50 osobników. Mniejszy, ciemno upierzony bocian białobrzuchy spotykany jest często w stadach bocianów białych w południowej Afryce. Pary lęgowe bociana białego mogą wspólnie żerować w małych grupach; w niektórych rejonach notowano również kolonie lęgowe. Jednakże grupy wewnątrz kolonii bocianów białych znacznie różniące się wielkością i strukturą społeczną są swobodnie definiowane; młode bociany, które zaczynają przystępować do lęgów, często zajmują gniazda położone na obrzeżach kolonii, podczas gdy starsze bociany osiągają większy sukces rozrodczy, zajmując gniazda o lepszej jakości położone w centralnej części kolonii lęgowych. Struktura społeczna i spójność grupy są utrzymywane przez altruistyczne zachowania, takie jak zachowania komfortowe. Bociany wykazują takie zachowanie wyłącznie w okolicach gniazda. Stojące ptaki muskają głowy ptaków siedzących, czasem są to rodzice pielęgnujące swoje młode, a czasem młode pielęgnujące się nawzajem. W przeciwieństwie do większości bocianów C. ciconia nigdy nie przyjmują postawy z otwartymi skrzydłami, choć wiadomo, że opuszczają skrzydła (trzymając je z dala od tułowia ze sterówkami skierowanymi w dół), gdy ich upierzenie jest mokre.
Wydaliny bocianów, składające się z kału i moczu, czasem spadają na ich własne nogi, przez co ulegają one przebarwieniom. Przypuszcza się, że parowanie odchodów ułatwia chłodzenie organizmu. Odchody gromadzące się na nogach ptaków obrączkowanych mogą czasami prowadzić do ucisku pierścienia na nogę i jej urazu. Odnotowano również przypadki używania przez bociany białe narzędzi – rodzice ściskając w dziobach wilgotne kępki mchu poili wyciskaną wodą pisklęta w gnieździe.

### Komunikacja
Głównym dźwiękiem wydawanym przez dorosłego bociana jest głośne klekotanie dziobem, porównywanym ze słyszanym z oddali wystrzałem z karabinu maszynowego. Odgłos ten powstaje wskutek szybkiego otwierania i zamykania dzioba, więc powstaje on za każdym razem, gdy ptak zamyka dziób. Stukot jest wzmacniany przez worki gardłowe, które działają jako rezonator. Używane w różnych zachowaniach społecznych stukotanie dzioba zazwyczaj im dłużej trwa, tym jest głośniejsze; przyjmuje charakterystyczne rytmy w zależności od sytuacji, na przykład wolniejszy podczas kopulacji i krótszy jako odgłos alarmujący.
Jedyny dźwięk wokalny generowany przez dorosłe ptaki to słabe, ledwie słyszalne syczenie; jakkolwiek młode ptaki mogą wydawać chrapliwy syk, różne piskliwe dźwięki i miauczenie podobne do kotów, kiedy proszą o pokarm. Podobnie jak dorosłe ptaki, młode mogą stukotać dziobami. W wielu sytuacjach społecznych z innymi przedstawicielami gatunku ptaki te w charakterystyczny sposób unoszą i opuszczają głowę – bocian szybko rzuca głowę do tyłu, tak, że jej czubek spoczywa na grzbiecie, a następnie unosi powoli głowę i szyję do przodu, a czynność tę powtarza kilkukrotnie. Jest to gest używany na powitanie innego osobnika, po kopulacji oraz w sytuacji zagrożenia. Pary lęgowe w sezonie letnim są terytorialne i używają tego zachowania, podobnie jak kucania do przodu z pochylonymi ogonami i rozpostartymi skrzydłami.

## Pożywienie

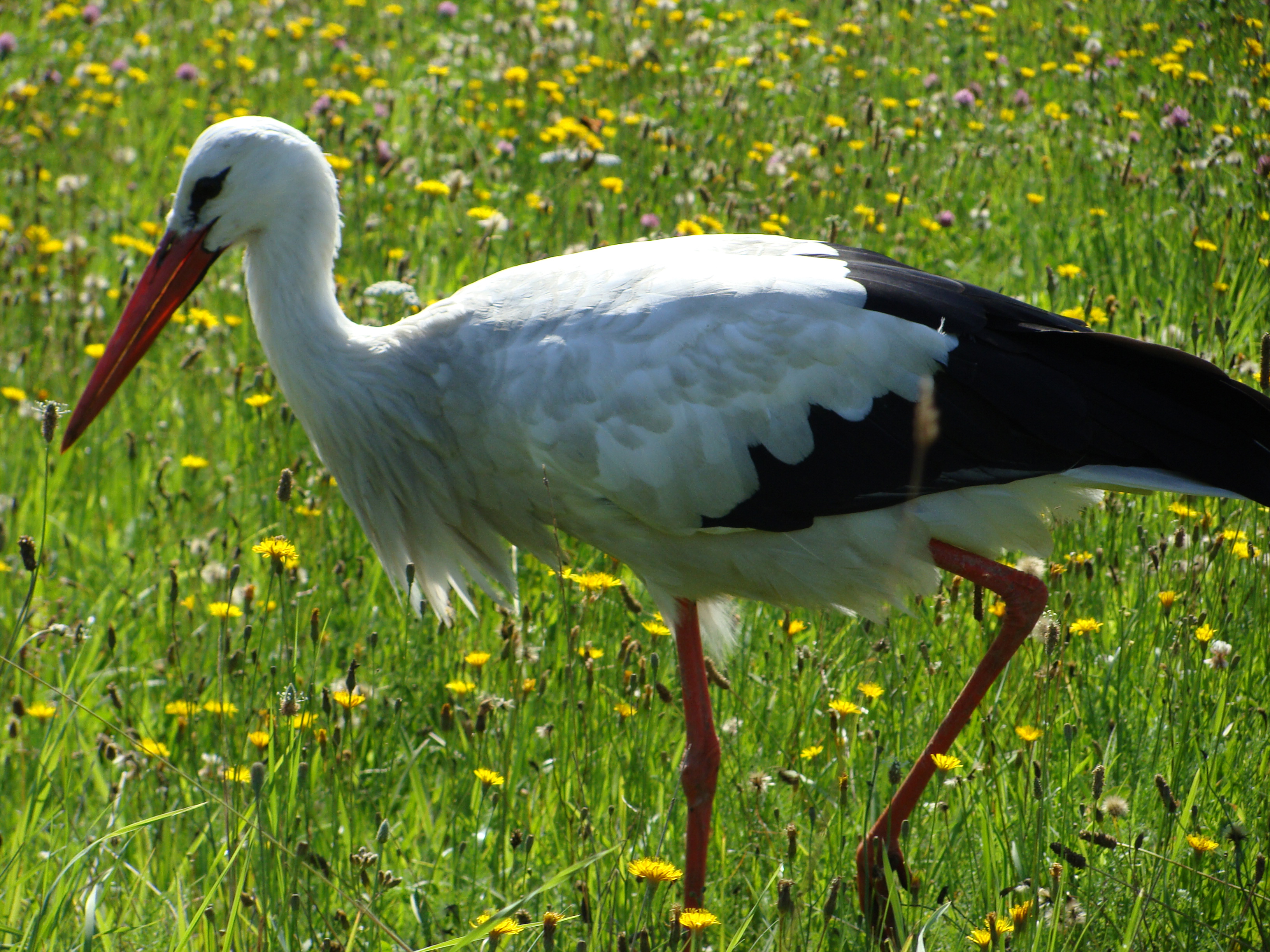
Bocian szukający pożywienia

Bocian jest ptakiem mięsożernym. Wachlarz jego pożywienia jest szeroki; najchętniej żeruje na łąkach w promieniu około 5 km od gniazda oraz w miejscach z niższą roślinnością, gdzie pożywienie jest łatwiej dostępne.
Dieta bocianów białych jest zróżnicowana w zależności od pory roku, regionu i dostępności pożywienia. Do typowego pożywienia zalicza się owady (głównie chrząszcze, koniki polne, szarańczę i świerszcze), dżdżownice, gady, płazy, szczególnie gatunki takich żab, jak żaba wodna (Pelophylax kl. esculentus) i żaba trawna (Rana temporaria) oraz małe ssaki, takie jak nornice, krety i ryjówki. Rzadziej zjadają jaja ptaków i młode ptaki, ryby, mięczaki, skorupiaki i skorpiony. Polują głównie w ciągu dnia, połykając mniejszą zdobycz w całości, większą zabijają i rozdzielają przed połknięciem. Gumki recepturki są przez nie mylone z dżdżownicami i spożywane, co niekiedy prowadzi do śmiertelnej w skutkach niedrożności przewodu pokarmowego.
Badania przeprowadzone na populacji bocianów białych w okolicy Strzelec Opolskich wykazały, że w diecie ptaków przystępujących do lęgów dominowały karpie (Cyprinus carpio), krety europejskie (Talpa europea), norniki – zwyczajny (Microtus arvalis) i bury (Microtus agrestis) – oraz dżdżownicowate (Lumbricidae), stanowiąc razem 49,9% zjadanej przez nie biomasy. Płazy stanowiły jedynie 4,9% zjadanej biomasy. Stwierdzono też sporadyczne pożeranie przez bociany piskląt.
Ptaki powracające wiosną na Łotwę odnajdują zdobycz – żaby moczarowe (Rana arvalis) – wabione przez odgłosy godowe emitowanie przez skupiska samców tych żab.
Dieta ptaków nieprzystępujących do lęgów jest zbliżona do ptaków lęgowych, ale żerują one częściej w suchych siedliskach. Zaobserwowano, że bociany zimujące w zachodnich Indiach podążają za antylopami z gatunku garna, łapiąc owady wypłoszone przez te zwierzęta. Zimujące w Indiach bociany czasami żerują wraz z bocianami białoszyimi (Ciconia episcopus). Odnotowano przypadki odbierania przez bociany białe zdobyczy – gryzoni chwytanych przez błotniaki stawowe; odwrotna sytuacja występuje w niektórych częściach Polski – błotniak łąkowy (mniejszy od błotniaka stawowego) znany jest z nękania bocianów polujących na nornice.

## Rozmnażanie

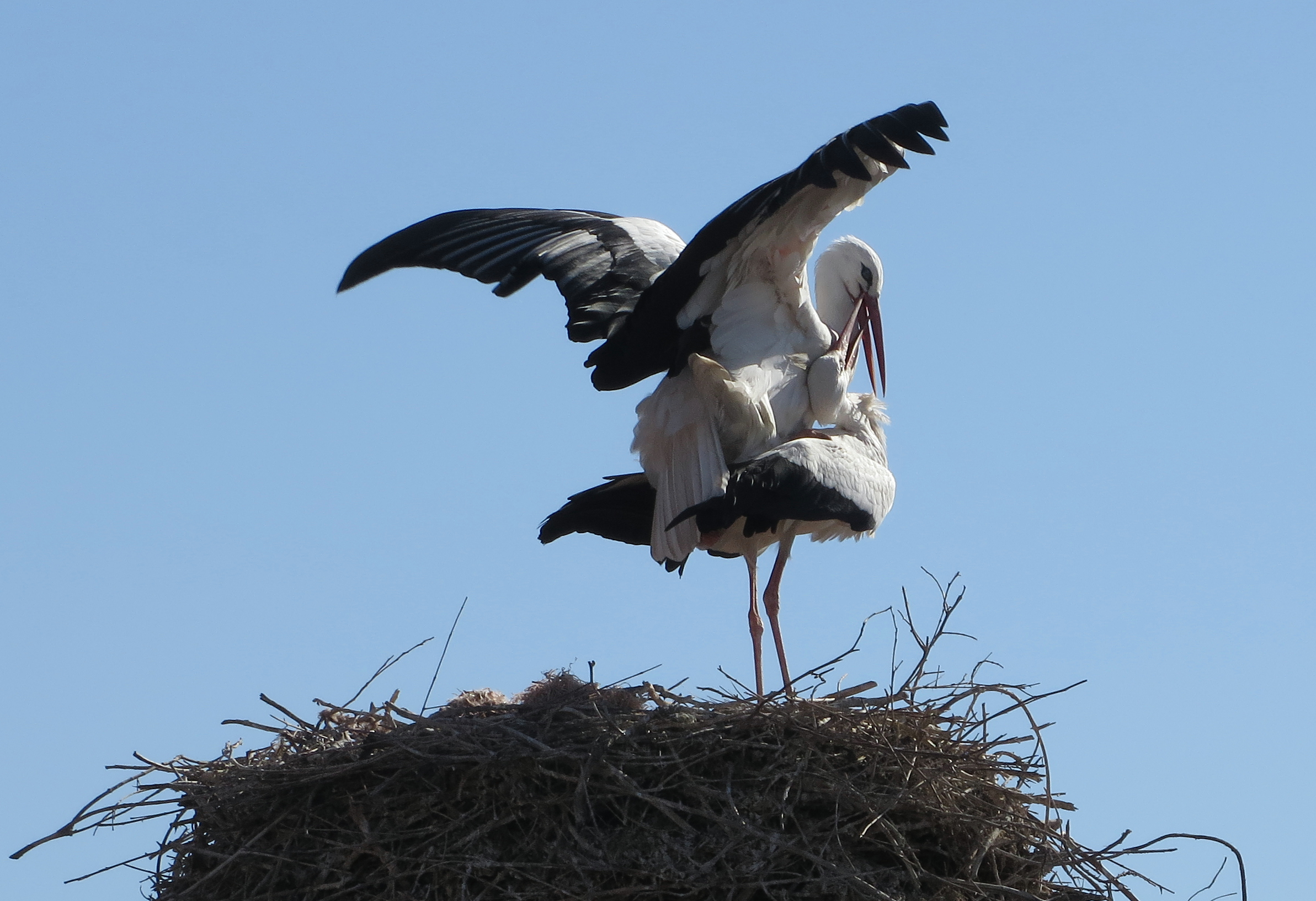
Para bocianów podczas kopulacji

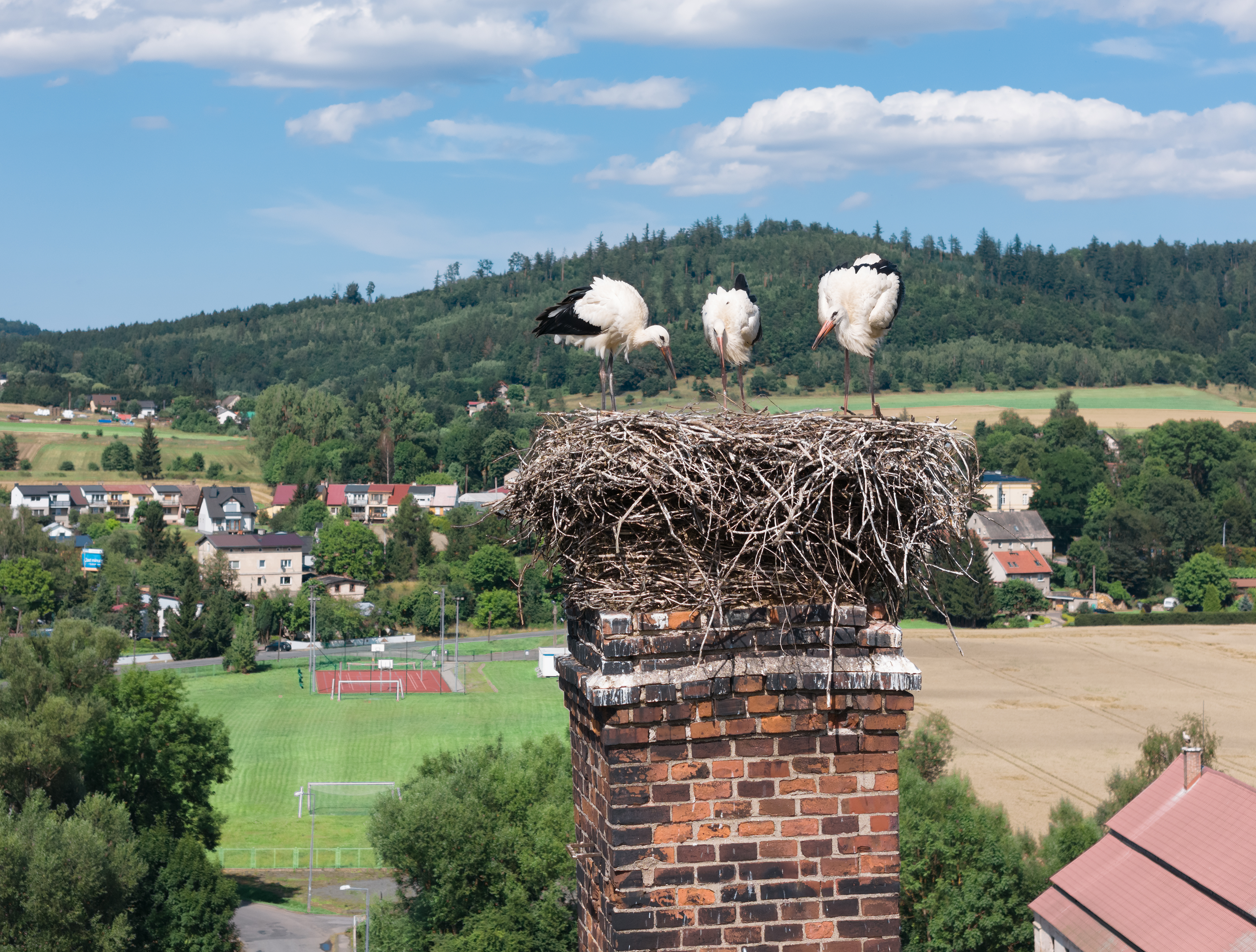
Młode w gnieździe

Bocian biały rozmnaża się przy otwartych gruntach rolnych, z dostępem do terenów podmokłych, budując duże gniazdo, zwykle z gałęzi, na drzewach, budynkach lub specjalnie przygotowanych przez człowieka platformach. Typowe gniazdo ma od 1 do 2 m głębokości, od 0,8 do 1,5 m średnicy i waży od 60 do 250 kg. Największe gniazda osiągają nieco ponad 2 metrów wysokości i szerokości, a ich masa szacowana jest na ponad tonę. Z czasem wypełniają się masą o charakterze gleby ornitogenicznej. Gniazda są budowane w luźnych koloniach. Jako że w kulturze bociany uważa się za dobrą wróżbę i nie są one prześladowane przez człowieka, często gniazdują blisko ludzkich siedzib; w południowej Europie gniazda spotykane są na budynkach, m.in. na kościołach. Jedno gniazdo jest zazwyczaj wykorzystywane rok po roku, zwłaszcza przez starsze samce. Samce powracają na początku sezonu i wybierają gniazdo. Większe gniazda oznaczają większą szansę na dużą liczbę w pełni opierzonych młodych, stąd te gniazda są bardziej przez nie poszukiwane. Zmiana gniazda często związana jest ze zmianą w parze rodziców i niepowodzeniem w odchowaniu młodych w poprzednim sezonie lęgowym; młode ptaki wykazują większą tendencję do zmiany obszaru lęgowego. Kilka gatunków ptaków często gniazduje w dużych gniazdach bocianów białych. Do regularnie zajmujących je gatunków należą: wróbel zwyczajny, mazurek i szpak; rzadziej zajmują je: pustułka, pójdźka, kraska, pliszka siwa, kopciuszek, kawka i wróbel śródziemnomorski.
Samiec i samica w parze pozdrawiają się wzajemnie: podnosząc i opuszczając głowy, potrząsając nimi i przykucając, klekocząc dziobami z jednoczesnym odchylaniem głowy w tył. Pary kopulują wielokrotnie w ciągu miesiąca przed złożeniem jaj. Kopulacja z wieloma partnerami zdarza się rzadko.

### Wysiadywanie i dorastanie

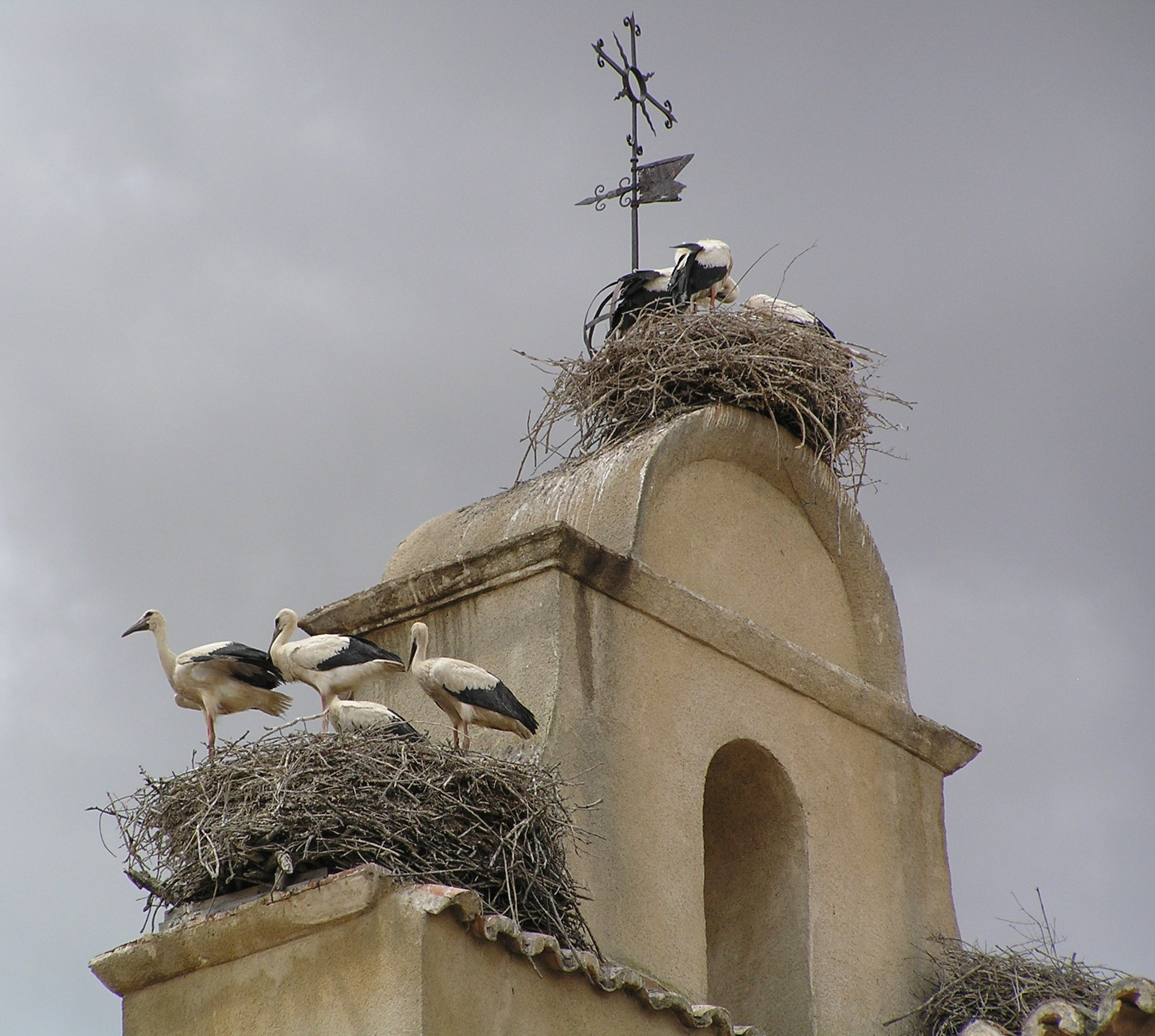
Gniazda na dzwonnicy w Hiszpanii. Bociany białe często tworzą małe kolonie lęgowe

Para bocianów białych przystępuje do lęgów raz do roku, zazwyczaj pod koniec kwietnia, rzadko wcześniej. Samica składa jaja w odstępach dwudniowych, najczęściej wieczorem, zazwyczaj w liczbie czterech, choć może złożyć ich od 1 do 7. Jaja są różnobiegunowe, bardzo mało wydłużone, raczej pękate o barwie białej, lecz często wyglądają na przybrudzone lub żółtawe z powodu glutenowej powłoki. Mierzą 72,58×51,86 mm i ważą 96–129 g, z czego 10,76 g przypada na samą skorupkę. Inkubacja rozpoczyna się z chwilą złożenia pierwszego jaja, dlatego pisklęta wykluwają się niejednocześnie, od 33 do 34 dni później. Pierwsze pisklę zazwyczaj ma przewagę konkurencyjną nad innymi. Pisklęta bociana białego nie atakują siebie nawzajem, a sposób karmienia ich przez rodziców (zwrócenie, tzw. regurgitacja, dużych ilości pokarmu naraz) powoduje, że silniejsze rodzeństwo nie może bezpośrednio wykluczyć z rywalizowania o pokarm słabszego rodzeństwa. Silniejsze pisklęta nie są agresywne w stosunku do słabszego rodzeństwa, zdarzają się jednak przypadki, że słabe lub małe pisklęta są czasami zabijane przez rodziców. Uważa się, że takie zachowanie służy zwiększeniu szansy na przeżycie pozostałych piskląt, gdy ilość pokarmu jest niewystarczająca dla odchowania całego lęgu.

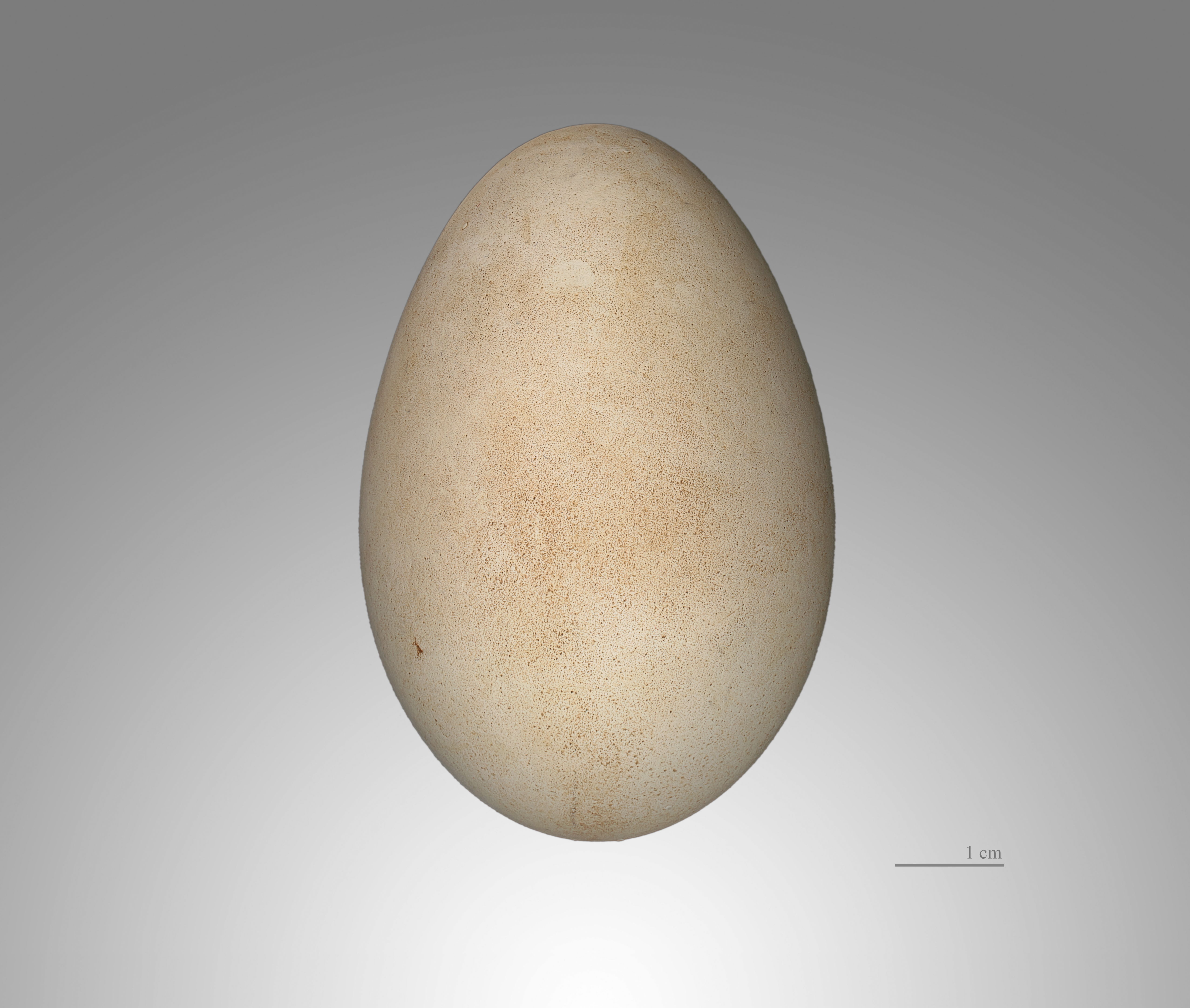
Jajo Ciconia ciconia

Pogoda ma istotny wpływ na ilość wyprowadzonych podlotów: niskie temperatury i deszczowa aura powodują wzrost śmiertelności piskląt i zmniejszają wskaźniki sukcesu rozrodczego. Nieco zaskakującym było odkrycie, że te z piskląt wylęgających się późno, które osiągają dojrzałość, wydają na świat więcej potomstwa, niż ich rodzeństwo wylęgające się wcześniej. Masa ciała piskląt wzrasta gwałtownie w ciągu pierwszych kilku tygodni i osiąga poziom około 3,4 kg w 45 dni. Długość dzioba wzrasta liniowo przez około 50 dni. Młode karmione są dżdżownicami i owadami, zjadanymi i zwracanymi przez rodziców na wyściółkę gniazda. Starsze pisklęta sięgają po pokarm do dziobów rodziców. Pierzenie się piskląt następuje 58 do 64 dni po wykluciu i mniej więcej w tym okresie opuszczają one gniazdo, a po 70 dniach od wyklucia są już niemal samodzielne. Ptaki młodociane mają czarny dziób, przechodzący z czasem w jasnoczerwony, i brązowoszare nogi. Tęczówka oka młodych jest brązowa, a u dorosłych szarawa.
Bociany zazwyczaj osiągają dojrzałość płciową w okolicy czwartego roku życia, choć zdarzają się przypadki przystąpienia do pierwszego lęgu już po osiągnięciu drugiego roku oraz dopiero po osiągnięciu siódmego roku życia. Najstarszy znany dziko żyjący bocian biały żył 39 lat po zaobrączkowaniu w Szwajcarii; w niewoli bociany dożywają 35 lat.

## Pasożyty i choroby
Gniazda bociana białego są siedliskiem wielu małych stawonogów, zwłaszcza podczas cieplejszych miesięcy po powrocie ptaków do gniazda. Gniazdując w kolejnych latach, bociany przynoszą więcej materiału do wyścielania swoich gniazd i gromadzą się w nich nowe warstwy materiału organicznego.
Odchody, resztki pożywienia i piór oraz fragmenty skóry dostarczają pożywienia dla dużej i zróżnicowanej populacji wolno żyjących roztoczy z rzędu żukowców (Mesostigmata). W badaniu przeprowadzonym na dwunastu gniazdach znaleziono 13 352 osobniki z 34 gatunków, głównie Macrocheles merdarius, Macrocheles robustulus, Uroobovella pyriformis  i Trichouropoda orbicularis, które razem stanowiły prawie 85% wszystkich zebranych roztoczy. Organizmy te żywią się jajami i larwami owadów i nicieni, które występują licznie w ściółce gniazda. Roztocza te są roznoszone przez koprofagiczne chrząszcze, często z rodziny żukowatych (Scarabaeidae), lub na łajnie przynoszonym przez bociany podczas budowy gniazda. Nie stwierdzono występowania pasożytniczych roztoczy, przypuszczalnie dlatego, że są one kontrolowane przez gatunki drapieżne. Ogólny wpływ populacji roztoczy jest niejasny, roztocza mogą odgrywać rolę w hamowaniu szkodliwych organizmów (a więc mogą być korzystne) lub mogą mieć niekorzystny wpływ na pisklęta.
Same ptaki są nosicielami gatunków należących do więcej niż czterech rodzajów roztoczy piór. Roztocza te, wliczając Freyanopterolichus pelargicus i Pelargolichus didactylus, żyją na grzybach rosnących na piórach. Grzyby występujące na upierzeniu mogą żywić się keratyną z piór zewnętrznych lub olejem z piór. Wszoły, takie jak Colpocephalum zebra (z rodziny Menoponidae), zazwyczaj znajdowane są na skrzydłach, a Neophilopterus incompletus na całym ciele.
C. ciconia jest również nosicielem kilku rodzajów pasożytów wewnętrznych, w tym Toxoplasma gondii oraz pasożytów jelitowych z rodzaju Giardia. Badanie przeprowadzone na 120 zwłokach bociana białego z Saksonii-Anhalt i Brandenburgii w Niemczech wykazało obecność ośmiu gatunków przywr (Trematoda), czterech gatunków tasiemców (Cestoda) i co najmniej trzech gatunków nicieni (Nematoda). Jeden z gatunków przywr, Chaunocephalus ferox, pasożytujący zwykle na kleszczaku azjatyckim (Anastomus oscitans), spowodował zmiany w ścianie jelita cienkiego i obniżenie masy ciała u wielu ptaków przebywających w dwóch ośrodkach rehabilitacyjnych w środkowej Hiszpanii.
Bociany białe mogą być nosicielami wirusa gorączki Zachodniego Nilu. 26 sierpnia 1998 r. stado składające się z około 1200 migrujących bocianów, które zboczyło z kursu w swojej wędrówce na południe, wylądowało w Ejlacie w południowym Izraelu. Ptaki wykazywały symptomy stresu, były zdezorientowane, wykazywały zaburzenia motoryczne, wiele z nich padło. Z mózgu jedenastu martwych młodych osobników wyizolowano zjadliwy szczep wirusa gorączki Zachodniego Nilu. U innych osobników z tego stada stwierdzono występowanie przeciwciał przeciwko antygenom tego wirusa.
W 2008 przebadano trzy młodociane osobniki, pochodzące z ostoi przyrody w Polsce; wyniki testu serologicznego były dodatnie, co wskazywało na ekspozycję na wirusa, jednak kontekst i występowanie wirusa w Polsce są niepewne. Wydaje się, że migrujące ptaki mają ważny wpływ na rozprzestrzenianie się wirusa tej choroby.

## Status, zagrożenie i ochrona

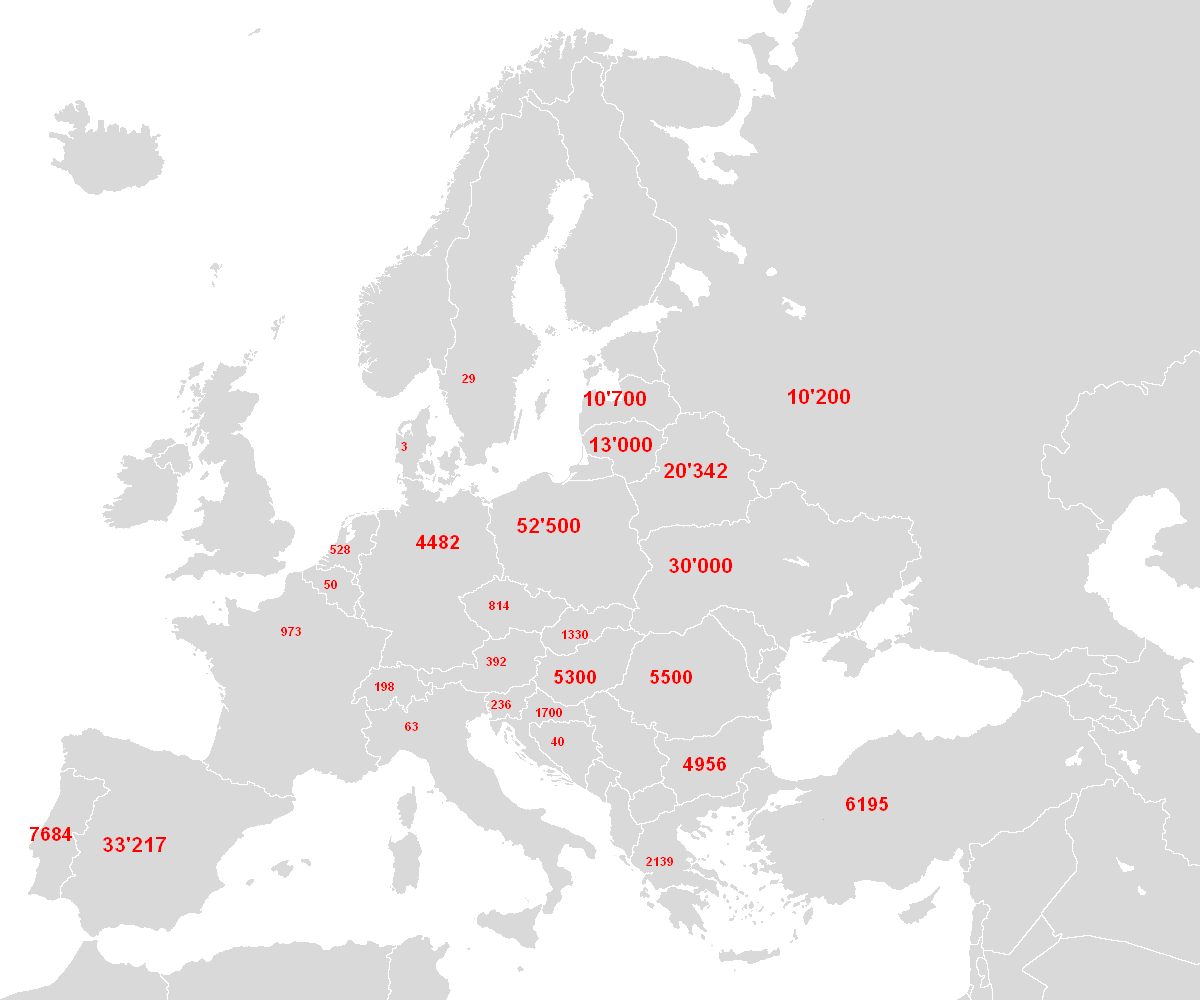
Wyniki przeprowadzonego w sezonie 2004/05 spisu gniazdujących par bociana białego w Europie

Bocian biały nie jest gatunkiem globalnie zagrożonym wyginięciem, chociaż od stu lat znacznie zmniejszył swą liczebność w wielu obszarach północnej i zachodniej Europy. Spadek liczebności bociana białego wskutek industrializacji i zmian w rolnictwie (głównie przez osuszanie bagien i przekształcanie łąk w uprawy, m.in. kukurydzy) rozpoczął się w XIX wieku: ostatni dziki osobnik w Belgii został odnotowany w roku 1895, w Szwecji w 1955, w Szwajcarii w 1950, a w Holandii w 1991. Jednak gatunek ten został reintrodukowany w wielu regionach.
Początkowo został on w 1988 zaklasyfikowany przez IUCN jako gatunek bliski zagrożenia (NT), po czym w 1994 został przeklasyfikowany już jako gatunek najmniejszej troski (LC).
Bocian biały został wymieniony w załączniku I Dyrektywy Rady 79/409/EWG z dnia 2 kwietnia 1979 roku w sprawie ochrony dzikich ptaków (tzw. dyrektywa ptasia), stając się w krajach Unii Europejskiej przedmiotem ochrony w sieci Natura 2000.
Jest też jednym z gatunków, które obejmuje porozumienie Agreement on the Conservation of African-Eurasian Migratory Waterbirds (AEWA; pol.: Porozumienie o ochronie afrykańsko-euroazjatyckich wędrownych ptaków wodnych), które jest częścią ratyfikowanej przez Polskę Konwencji o ochronie wędrownych gatunków dzikich zwierząt.
Strony tego porozumienia są zobowiązane do udziału w szerokim zakresie strategii ochrony opisanych w szczegółowym planie działania. Plan ten odnosi się do kluczowych kwestii, takich jak ochrona gatunków i ich siedlisk, zarządzanie działalnością człowieka, badania, edukacja, oraz ich wdrażania.
Zagrożenia dla gatunku obejmują m.in. dalszą utratę mokradeł jako miejsc żerowania, zamianę nieużytków na grunty orne, kolizje z napowietrznymi liniami elektroenergetycznymi, stosowanie trwałych pestycydów (takich jak DDT) do zwalczania szarańczy w Afryce oraz w znacznym stopniu nielegalne polowania na trasach migracyjnych i zimowiskach. Dodatkowe zagrożenie dla piskląt stanowią sznurki stosowane w produkcji rolnej, które użyte do budowy gniazda mogą spowodować zapętlenie się i śmierć młodych.
Duża populacja bocianów białych gniazduje w Europie Środkowej (Polska, Ukraina i Niemcy) i Południowej (Hiszpania i Turcja). Podczas VI międzynarodowego spisu bociana białego w sezonie 2004/05 odnotowano 52 500 par w Polsce, 30 000 par na Ukrainie, ponad 20 000 par na Białorusi, 13 000 par na Litwie (najwyższe znane zagęszczenie tego gatunku na świecie), 10 700 par na Łotwie i 10 200 w Rosji. Około 5500 par gniazdowało w Rumunii, 5300 na Węgrzech i około 4956 par lęgowych w Bułgarii. Wstępne wyniki badań z lat 2014–2015 wskazują, że liczba bocianów w Polsce spadła do 45 tys. par, w wyniku czego krajem o najwyższej populacji stała się Hiszpania z populacją 48 tys. par. Dla porównania, w 1984 w Polsce gniazdowało 30,5 tys. par, w 1995 – 40,9 tys., a w 2004 zanotowano rekordowe 52,5 tys. par.
W Niemczech większość z całkowitej liczby 4482 par gniazdowała we wschodnich regionach, szczególnie w sąsiadujących z Polską landach Brandenburgia i Meklemburgia-Pomorze Przednie (odpowiednio 1296 i 863 par w 2008 r.).
Oprócz Hiszpanii i Portugalii (odpowiednio 33 217 par i 7684 pary w sezonie 2004/05) populacje w południowej i zachodniej Europie są ogólnie znacznie mniej trwałe; na przykład duńska populacja zmniejszyła się do zaledwie trzech par w 2005 roku, choć na przełomie XIX i XX wieku gniazdowało tam 4000 par. We wschodniej części obszaru śródziemnomorskiego Turcja posiada pokaźną populację ponad 6195 par, a Grecja 2157 par. W Europie Zachodniej bocian pozostaje rzadkim ptakiem mimo działań ochronnych. W 2004 r. we Francji gniazdowało jedynie 975 par, a w Holandii 562 pary.

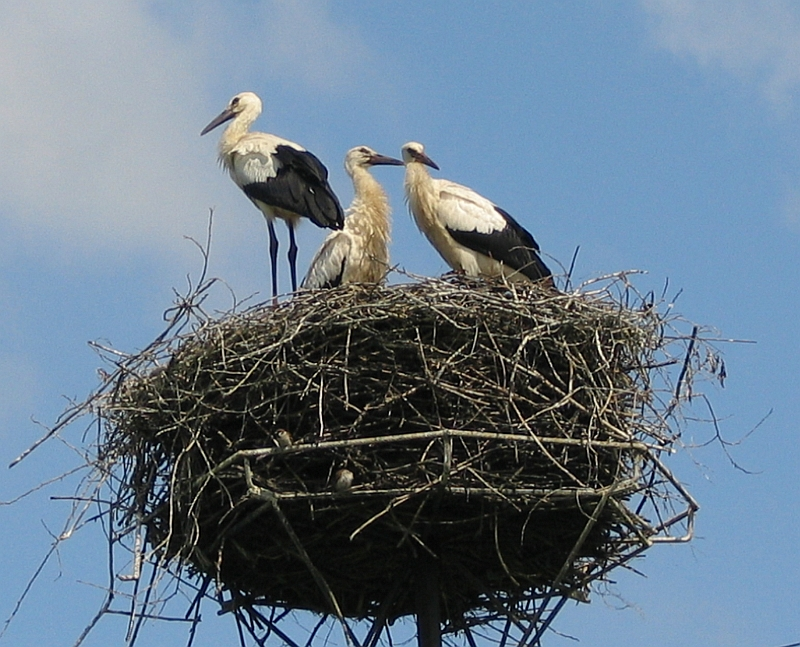
Zbudowana przez człowieka platforma jako środek zapobiegający zakłócaniu dostaw prądu przez bociany budujące gniazda na słupach energetycznych. Widać trzy młode bociany na szczycie gniazda i dwa mazurki siedzące z boku gniazda

Działania ochronne przyczyniły się do odbudowy populacji bociana białego w Alzacji i Lotaryngii. W rejonie tym, uważanym tradycyjnie za ostoję bociana, jego liczebność spadła do 9 par na początku lat 80. XX w., dopiero wskutek działań Stowarzyszenia na Rzecz Ochrony i Reintrodukcji Bocianów w Alzacji i Lotaryngii liczebność tamtejszej populacji wzrosła do 270 par (w roku 2008).
Reintrodukcja ptaków odchowanych w ogrodach zoologicznych wstrzymała dalsze spadki we Włoszech, Holandii i Szwajcarii. W roku 2008 w Armenii żyło 601 par lęgowych, a około 700 par w Holandii.
Kilka par rozmnaża się w Południowej Afryce; zazwyczaj są to osobniki zakładające kolonie lęgowe spośród populacji tam zimujących. W Polsce na słupach energetycznych ustawia się specjalne platformy na ich szczytach, aby zapobiec przerwom w dostawach energii elektrycznej spowodowanym dużymi gniazdami bocianimi, a czasem gniazda są w całości przenoszone ze słupów energetycznych na przeznaczone dlań, a wykonane przez człowieka, platformy. W Holandii reintrodukcja ptaków wyhodowanych w zoo jest poprzedzana przez programy karmienia i budowy gniazd prowadzone przez wolontariuszy. Podobne programy reintrodukcji odbywają się w Szwecji
oraz Szwajcarii,
gdzie odnotowano 175 par hodowlanych w 2000 roku.
Długoterminowa zdolność do przetrwania populacji w Szwajcarii jest niepewna, ze względu na niskie wskaźniki sukcesu rozrodczego i małą skuteczność dokarmiania.

### StatusC. c. asiatica
Niewiele wiadomo na temat populacji podgatunku C. c. asiatica. Różne szacunki mówią o 600–1450 par lęgowych. W Kazachstanie, gdzie nieregularnie gniazduje niemal wyłącznie na południu kraju, podgatunek ma status zagrożonego wyginięciem. Tamtejsza populacja zanika głównie ze względu na spadek liczby dostępnych żerowisk, stawów i jezior. Stosunkowo duża populacja występuje w Uzbekistanie.

### Status i ochrona gatunku w Polsce

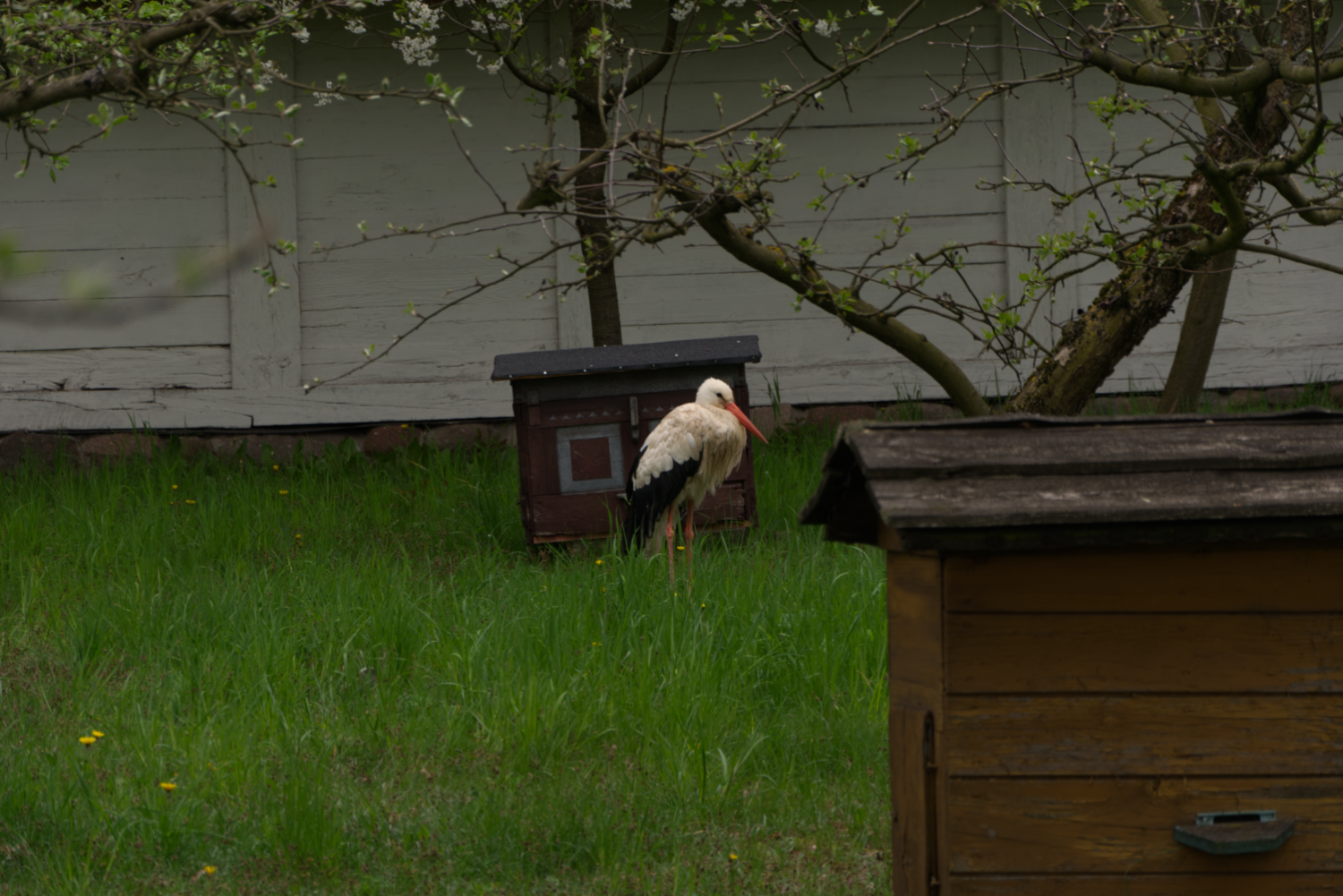
Bocian w Muzeum Wsi Mazowieckiej w Sierpcu

W Polsce bocian biały objęty został obok wielu innych gatunków zwierząt ochroną prawną w 1952 roku na mocy Rozporządzenia Ministra Leśnictwa w sprawie wprowadzenia gatunkowej ochrony zwierząt. Po zmianie ustroju ochronę gatunkową bociana w Polsce usankcjonowała w 1997 Ustawa o ochronie zwierząt i obecnie znajduje się on pod ścisłą ochroną gatunkową; wymaga ochrony czynnej. Na Czerwonej liście ptaków Polski został sklasyfikowany jako gatunek najmniejszej troski (LC). Z uwagi na spadającą liczebność gatunek został objęty programem ochronnym pod nazwą „Program Ochrony Bociana Białego i Jego Siedlisk” koordynowanym przez Polskie Towarzystwo Przyjaciół Przyrody „pro Natura”. Od 1994 roku populacja bociana białego obserwowana jest w ramach Monitoringu Flagowych Gatunków Ptaków (MFPG) prowadzonego przez Główny Inspektorat Ochrony Środowiska. Obecnie w ramach tego programu populacja oceniana jest na stabilną. Bocian gniazduje i żeruje na terenach włączonych do sieci Natura 2000, jednak, jako że jest on gatunkiem synantropijnym, nieliczne pary gniazdują na terenach chronionych. Częściej obszary specjalnej ochrony wyznaczane są w celu ochrony żerowisk tego gatunku. Podobnie tereny żerowiskowe chronione są także w parkach narodowych, np. w Biebrzańskim Parku Narodowym i Narwiańskim Parku Narodowym, gdzie żeruje nawet ponad tysiąc par. Istotną rolę odgrywają parki krajobrazowe, zwłaszcza położone w dolinach rzecznych lub ze znacznym udziałem stawów rybnych, jak na przykład: Krzesiński Park Krajobrazowy, Park Krajobrazowy Ujście Warty, Nadbużański Park Krajobrazowy, Park Krajobrazowy Podlaski Przełom Bugu, Przemkowski Park Krajobrazowy czy Park Krajobrazowy Dolina Baryczy.

## Bocian w kulturze człowieka

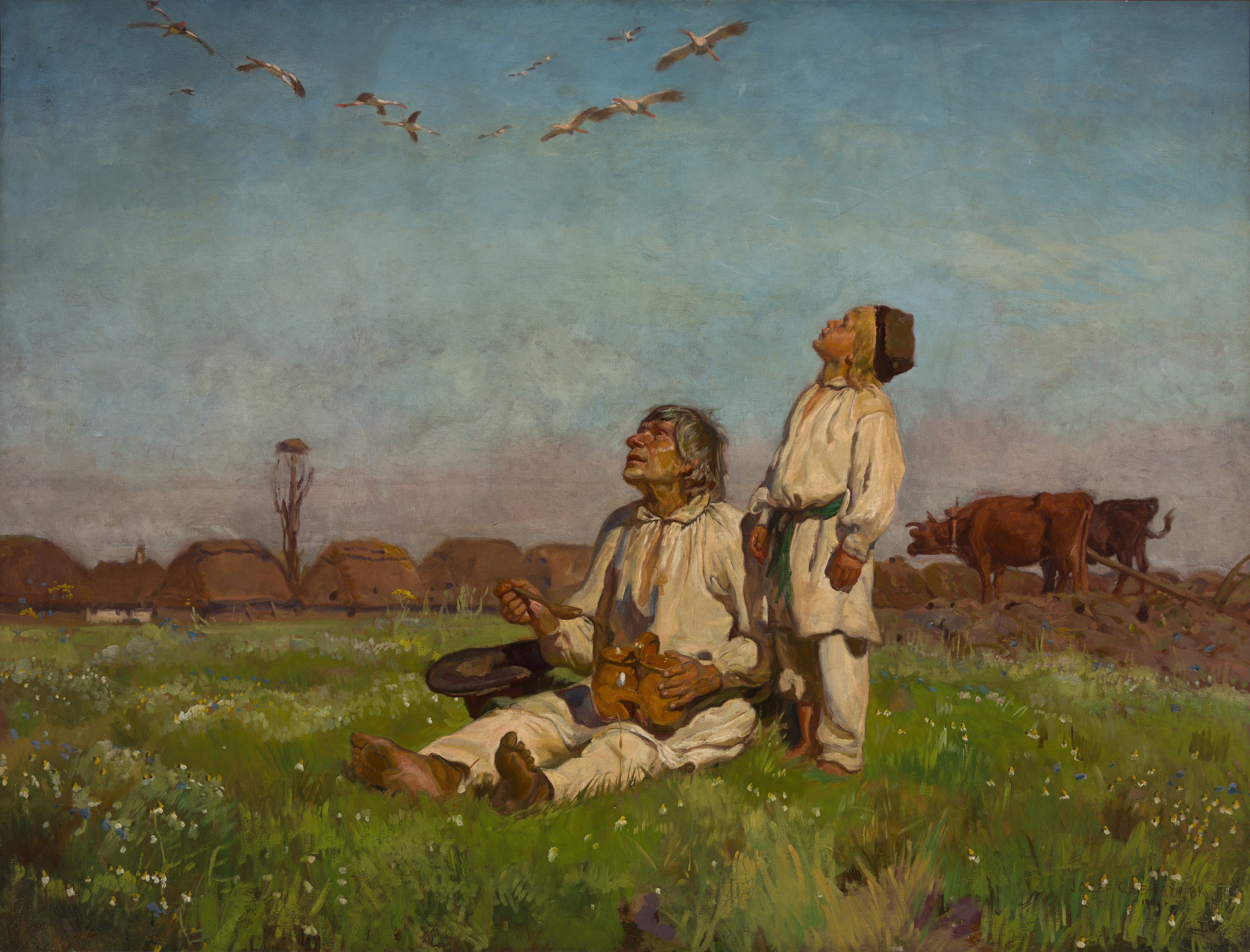
„Bociany”, obraz ol/pł, wym. 150cmx198cm Józefa Chełmońskiego (1849–1914) z 1900 roku, Muzeum Narodowe w Warszawie.

Ze względu na jego duże rozmiary, zjadanie szkodników i gniazdowanie w pobliżu siedzib ludzkich i na dachach domostw bocian biały pełni ważną funkcję w kulturze i folklorze. W Starożytnym Egipcie był przedstawiany hieroglificznie jako ba (dusza). W języku hebrajskim bociana białego określa się jako chasidah (חסידה), co oznacza „miłosierny” i „łaskawy”. Mitologie grecka i rzymska przedstawiały bociany jako wzory rodzicielskiego poświęcenia; wierzono, że nie umierają one ze starości, lecz odlatują na wyspy i przybierają ludzką postać. Ptak jest opisywany w co najmniej trzech Bajkach Ezopa: Lis i bocian, Rolnik i bocian i Żaby, które pragnęły króla. Jeden z mitów opowiada o walce bocianów (lub żurawiów) z Pigmejami, która rozpoczęła się, gdy Pigmejka Ojnoe, ukarana przez bogów za dumę i odmowę składania im czci przemianą w bociana, próbowała w tej postaci porwać swego syna Mopsosa. Afrykańczycy próbowali ją odpędzić, co zapoczątkować miało obawę i nienawiść bocianów w stosunku do tego ludu. Wierzono również, że bociany opiekowały się swoimi rodzicami, karmiąc ich, a nawet pomagając w wędrówkach; książki dla dzieci przedstawiły je jako modele wartości rodzinnych. Greckie prawo zwane Pelargonia od starogreckiego słowa pelargos oznaczającego bociana zobowiązywało obywateli do opieki nad swymi rodzicami w podeszłym wieku. Grecy uważali również, że zabicie bociana może być karane śmiercią. Bocian był rzekomo chroniony w starożytnej Tesalii jako ptak polujący na węże; jest powszechnie uważany za „białego ptaka” Wergiliusza. Rzymscy pisarze zauważyli, że powracające wiosną bociany były dla rolników sygnałem, by sadzić winorośl.

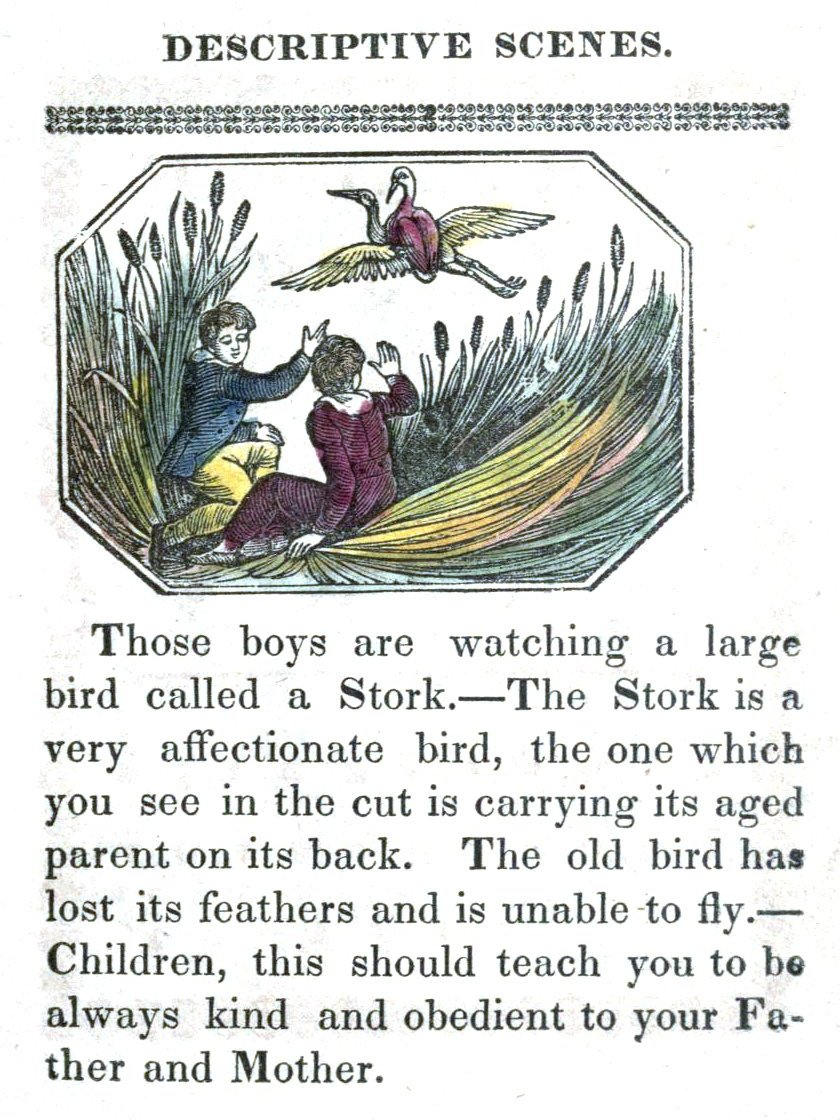
Rzekome wartości rodzinne bociana

Wyznawcy islamu czczą bociany, ponieważ odbywają one według nich doroczną pielgrzymkę do Mekki podczas swojej wędrówki. Niektóre z pierwszych prób interpretacji wędrówek ptaków były zainicjowane przez obserwacje bocianów białych; Pfeilstorch (z niemieckiego: „bociany przebite strzałą”), które były notowane w Europie z afrykańskimi strzałami wbitymi w swe ciała. Znany jest przypadek takiego bociana znalezionego latem 1822 w niemieckim mieście Klütz w Meklemburgii, który został później wypchany wraz ze zdobioną afrykańską strzałą tkwiącą w jego ciele i obecnie znajduje się na Uniwersytecie w Rostocku.
Bociany, jeśli nie są niepokojone, odczuwają niewielki strach przed ludźmi i w Europie często gniazdują na budynkach. W Niemczech obecność gniazda na domu traktowana była jako ochrona przed pożarami. Bociany były także chronione ze względu na przekonanie, że ich dusze były niegdyś ludźmi. W niemieckich i holenderskich gospodarstwach domowych, wierząc, że te przynoszą szczęście, zachęca się bociany do gniazdowania na domach, czasami poprzez budowę specjalnie zaprojektowanych wysokich platform. Polacy, Litwini i Ukraińcy wierzą, że bociany przynoszą harmonię w rodzinie, na której domostwie gniazdują. Dla chrześcijan to symbol pobożności, zmartwychwstania i czystości, ale i sprawiedliwych pogan, którzy żyli przed Chrystusem.
Bocian biały jest popularnym motywem na znaczkach pocztowych – jest przedstawiony na ponad 120 znaczkach wydanych przez co najmniej 60 instytucji emitujących znaczki. Bocian jest symbolem oraz ptakiem narodowym Litwy, a także symbolem Białorusi. Bocian był również polską maskotką na targach Expo 2000 w Hanowerze. W XIX wieku uważano, że bociany żyją jedynie w krajach o republikańskiej formie rządów.
Charakterystyczne dla polskiej kultury przywiązanie i troskę o gniazda bocianów wyraża jedna ze zwrotek utworu pt. Moja piosnka II Cypriana Kamila Norwida:
Do kraju tego, gdzie winą jest dużą
Popsować gniazdo na gruszy bocianie,
Bo wszystkim służą…
Tęskno mi, Panie…

### Bocian jako ptak łowny
Bocian ze względu na liczne państwowe i międzynarodowe akty prawne, które go chronią, nie jest ptakiem łownym, jednak w przeszłości na ziemiach polskich sporadycznie polowano na niego dla mięsa. W najstarszym polskim dziele ornitologicznym z 1584 autorstwa Mateusza Cygańskiego mowa jest o spożywaniu bocianów. Jak podaje Eugeniusz Janota, w 1849 panował we wschodniej Galicji wielki głód. Mieszkańcy Suchrowa (dzisiejsza Ukraina) łapali i zabijali różne ptaki, w tym także bociany. O mięsie bociana Janota pisał: „ma nieprzyjemny zapach, jest łykowate i niesmaczne”. Niechęć do spożywania bocianiego mięsa w kręgu kultury chrześcijańskiej może mieć swe źródło w starotestamentowej Księdze Kapłańskiej (Kpł. 11:13–19).
Spośród ptaków będziecie mieli w obrzydzeniu i nie będziecie ich jedli, bo są obrzydliwością, następujące: orzeł, sęp czarny, orzeł morski, wszelkie gatunki kani i sokołów, wszelkie gatunki kruków, struś, sowa, mewa, wszelkie gatunki jastrzębi, puszczyk, kormoran, ibis, łabędź, pelikan, ścierwik, bocian, wszelkie gatunki czapli, dudek i nietoperz.
Wiadomo też, że na bociany białe polowano również w Afryce, pierwotnie za pomocą oszczepów i łuków, choć jeszcze w latach 80. XX w. stosowano metody uznawane za prymitywne – strzały, bumerangi zwane safaroque lub łapano je gołymi rękami.
Również współcześnie kłusownicy polują na bociany. Według Bertholda w krajach Bliskiego Wschodu, a także we Francji i Hiszpanii dla trofeów zabijanych jest tam, mimo zakazów, 15 tys. bocianów rocznie.

### Bocian w medycynie
Jak wiele zwierząt, tak i bociany białe znalazły swe zastosowanie w medycynie. Medycy wykorzystywali niemal każdą część ich ciała, bocianie pisklęta, a nawet ekskrementy. XVI-wieczny lekarz i botanik Stefan Falimirz w dziele pt. O ziołach i o mocy ich z 1534 pisał o leczniczych właściwościach m.in. bocianich żołądków i odchodów. Przykładowo tłuszczem bociana leczono w dawnej Polsce podagrę i kołtun, sproszkowany żołądek wraz z winem i wodą miał leczyć zatrucia u ludzi i zwierząt, a krew i mięso stosowano jako ogólne środki lecznicze.

### Bociany i przynoszenie dzieci

„Der Klapperstorch” (Bocian), obraz Carla Spitzwega (1808–1885)

Według europejskiego folkloru bocian jest odpowiedzialny za przynoszenie dzieci do nowych rodziców. Legenda jest bardzo stara, ale została spopularyzowana przez XIX-wieczne opowiadanie Hansa Christiana Andersena zatytułowane „Bociany”. Zgodnie z niemieckim folklorem bociany znajdują dzieci w jaskiniach lub na bagnach i przynoszą je do gospodarstw domowych w koszu na grzbiecie lub trzymając je w dziobach. Jaskinie te zawierają adebarsteine lub „bocianie kamienie”. Niemowlęta były następnie ofiarowane matce lub wrzucane przez komin. Gospodarstwa domowe sygnalizują chęć posiadania dziecka poprzez umieszczanie słodyczy dla bocianów na parapecie. Z Niemiec folklor ten rozprzestrzenił się na całym świecie, do takich krajów jak Filipiny czy kraje Ameryki Południowej. Znamiona występujące z tyłu głowy noworodka, zwane naczyniakami płaskimi (nevus flammeus nuchae) są niekiedy określane w językach angielskim i niemieckim odpowiednio: stork bite i Storchenbiss (pol.: „ugryzienie bociana”).
W wierzeniach słowiańskich wiosną i latem za pomocą bocianów (i lelków – a jesienią i zimą za pomocą kruków) wele trafiały z Wyraju na ziemię i wstępowały do łon kobiet. Przekonanie to wciąż jest żywe we współczesnym folklorze wielu narodów słowiańskich, jak i w całej Europie jako opowiadanie dla dzieci, w którym bociany przynoszą dzieci na świat. Zasadniczo bocian biały uważany był przez Słowian za ptaka przynoszącego szczęście – w folklorze przyjęło się sądzić, iż zabicie tego ptaka potrafi ściągnąć nieszczęście na osobę, która tego dokonała. Był zwiastunem wiosny, a jego gniazdo na budynku – symbolem szczęścia i obfitości plonów dla gospodarstwa. Sprzyjało temu powiedzenie „Gdzie bocian na gnieździe siedzi, tam piorun nie uderzy”. Jego mądrość kojarzono z postawą stania na jednej nodze, co przypominało medytację.
Psychoanalityk Marvin Margolis sugeruje, że ponadczasowy charakter bajki o bocianie przynoszącym dzieci jest związany z psychologiczną potrzebą rodziców, ponieważ zmniejsza dyskomfort omawiania z dziećmi spraw związanych z seksem i prokreacją. Ptaki od dawna związane są z symbolami macierzyństwa, od pogańskich bogiń, takich jak Junona, po Ducha Świętego, a bocian mógł być wybierany ze względu na jego białe upierzenie (obrazujące czystość), wielkość (jest wystarczająco duży, by nosić niemowlę) i latanie na dużej wysokości (porównanie do latania między Ziemią a Niebem). Bajka i jej związek ze światem wewnętrznym dziecka zostały omówione przez Sigmunda Freuda i Carla Junga. Jung istotnie wspomina opowiedzianą mu historię po narodzeniu się jego siostry. Tradycyjny związek bociana i noworodka wykorzystywany jest nadal w reklamach pieluszek, czy przy ogłoszeniach o narodzinach.
Istniały w folklorze także negatywne aspekty odnoszące się do bociana; polska przypowieść ludowa opowiada, jak Bóg stworzył białe upierzenie bociana, podczas gdy Diabeł dał mu czarne skrzydła. Ptak otrzymał więc zarówno dobre, jak i złe odruchy. W Niemczech były one również związane z upośledzonymi lub nienarodzonymi dziećmi, co wyjaśniano bocianem upuszczającym dziecko w drodze do domu albo odbierano jako zemstę lub karę za dawne wykroczenia. O matce, która ograniczała się do łóżka w okolicach terminu porodu, mówiono, że została „ugryziona” przez bociana. W Danii mówiono, że bociany co roku naprzemiennie wyrzucały z gniazda pisklę albo jajo. W średniowiecznej Anglii bociany były również związane z cudzołóstwem, co było przypuszczalnie inspirowane ich zachowaniami godowymi. Ich puszenie się i przybierane pozy porównywano z zarozumiałością.